# 金刀比羅宮
金刀比羅宮（ことひらぐう）は、香川県仲多度郡琴平町の象頭山中腹に鎮座する単立神社である。明治初年の神仏分離以前は金毘羅大権現（こんぴらだいごんげん）と称し、通称は「讃岐の金毘羅さん（さぬきのこんぴらさん）」で知られる。明治初年以降に神社になってからの当宮の通称は「金比羅さん」。
御朱印：金刀比羅宮（本宮前神札授与所）・白峰宮・厳魂神社（奥宮）。

## 概要

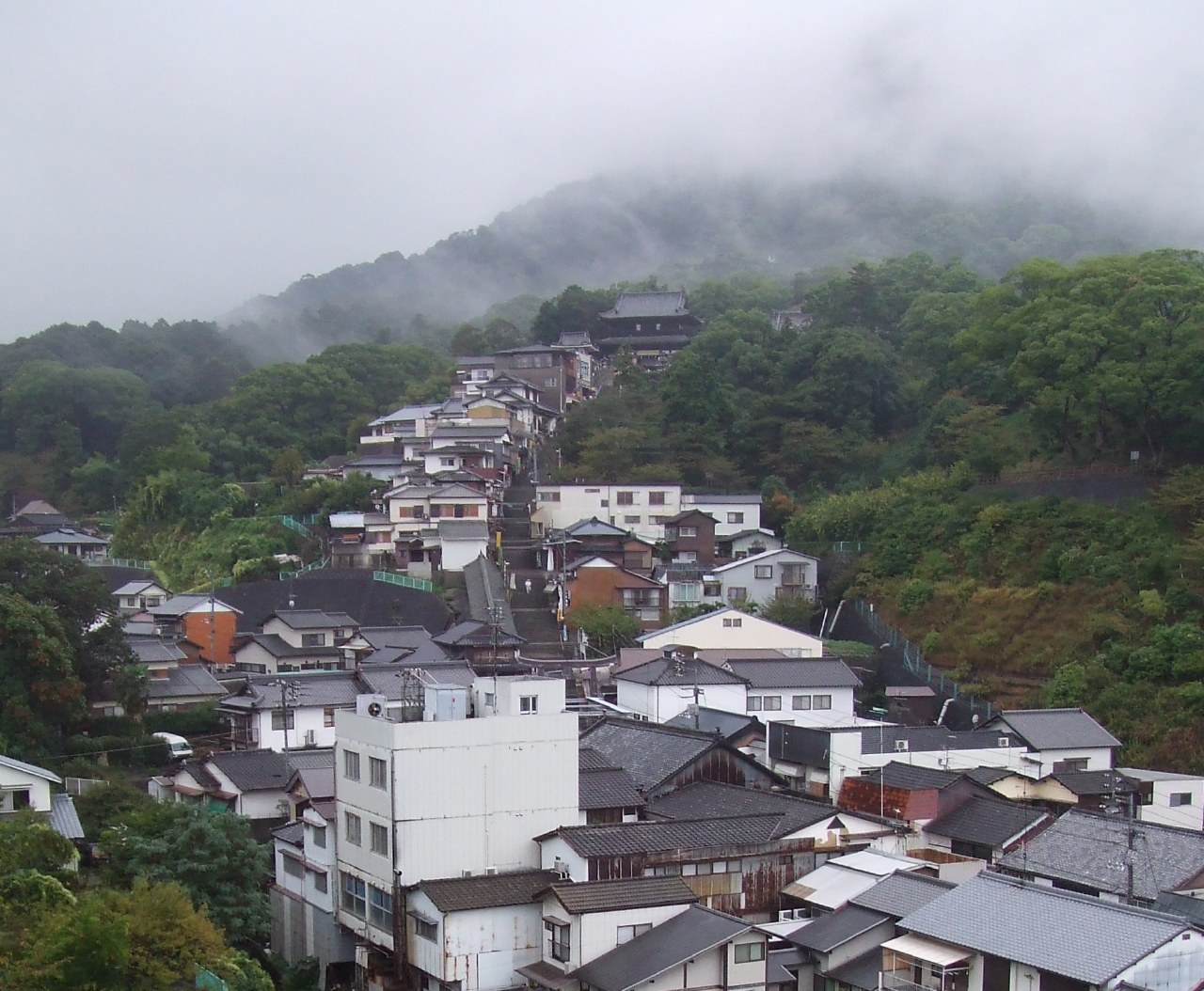
金刀比羅宮の参道

真言宗象頭山松尾寺の堂宇の一つとして神仏習合の金毘羅大権現を祀り、その別当として寺中の金光院が奉斎した。金毘羅大権現は隆盛し、本堂本尊十一面観音を凌駕し、後発の寺中であった金光院が全山を支配することとなる。目にあたる部分に寺院があり山容が象の頭に見えることから、また、釈迦が千人の弟子に説法をしたと云われるインドの伽耶山も象頭山と呼ばれ山容が似ていることから当山は象頭山と呼ばれた。
明治初年に神仏分離・廃仏毀釈が実施されて、金毘羅権現の奉斎は廃止とし大物主を主祭神とする神社となり、神社本庁包括に属する別表神社だったが、現在では神社本庁とは被包括関係を廃止し、宗教法人金刀比羅本教の総本部となった。全国に約600ある金刀比羅神社、琴平神社あるいは金比羅神社の総本宮である。
当初はあらゆる分野の人々に信仰されていたが、19世紀中頃以降は特に海上交通の守り神として信仰されており、漁師、船員など海事関係者の崇敬を集める。時代を超えた海上武人の信仰も篤く、戦前の大日本帝国海軍の慰霊祭だけではなく、戦後の日本特別掃海隊（朝鮮戦争における海上保安庁の掃海）の殉職者慰霊祭も毎年、金刀比羅宮で開かれる。境内の絵馬殿には航海の安全を祈願した多くの絵馬が見られる。金毘羅講に代表されるように古くから参拝者を広く集め、参道には当時を偲ばせる燈篭などが今も多く残る。
長く続く参道の石段は奥社まで1368段ある。例大祭に合わせて毎年、石段を利用した「こんぴら石段マラソン」が開かれている。

## 祭神
主祭神
- 大物主命

相殿神
- 崇徳天皇

## 由緒
金刀比羅宮の由緒についてはいくつかの説があり、大物主命が象頭山に行宮を営んだ跡を祭った琴平神社から始まり、中世以降に本地垂迹説により仏教の金毘羅と習合して金毘羅大権現と称したとするものである。大宝元年十月の晴れ渡った青空から一竿の旗が舞い降りて象頭山に立ったため、この地に宮を建て旗宮と称したとある。別の説として、大宝年間に修験道の役小角（神変大菩薩）が象頭山に登った際に天竺毘比羅霊鷲山に住する護法善神金毘羅（クンビーラ）の神験に遭ったのが開山の縁起との伝承から、これが金毘羅大権現になったとする。また別の説として、『生駒記讃陽綱目』の金刀比羅宮の條によれば、延喜式神名帳に名が見える讃岐国官社24社の1とされ讃岐国多度郡の雲気神社が金刀比羅宮という記述がある。
保元元年（1156年）讃岐国に配流された崇徳上皇は讃岐で崩御する前年の長寛元年（1163年）に当山境内の古籠所に参籠し、その附近の御所之尾を行宮したと伝えられていることから、崩御の翌年の永万元年（1165年）に本社相殿に奉斎したとされている。修験道の御霊信仰の影響であると云われている。

## 歴史
1573年（元亀4年）松尾寺金光院院主・宥雅が、金毘羅堂を建立し金毘羅大権現を祀る。その際に坂出の天皇寺の奥之院になっている城山または金山に古来祀られていた金毘羅神を勧請したのではとの説がある。その後、1579年（天正7年）長宗我部元親が侵攻してくるとその敵方だった長尾氏の一族であった院主の宥雅は宝物などを持って堺に亡命する（この人物を後の時代に金毘羅宮は正当な院主と認めず宝物の返還要求の訴訟を起こして勝利している）。
長曽我部元親はこの山の松尾寺（金毘羅宮は松尾寺別当だった）を殊更に重視し土佐から宥厳を院主に据え、1584年（天正12年）には二天門（持国天・多門天を安置、現在は賢木門）を建立するなど寄進をした。しかし、秀吉軍との戦いで5年ほどで長曽我部勢力は讃岐から退去する。ある意味元親と宥厳も金毘羅宮の再建者との見方ができるのであるが現代においてこの二人の名前は金毘羅宮では抹消されている。江戸半ばに讃岐では戦国期の寺社の荒廃はすべて長曾我部の侵略のためとする風潮があり、現代になっても地元ではその構図が続いているためである。金毘羅宮には多くの歴史的建造物があり、それらには立派な説明板が付けられているがこの再建において最初に建立され名称変更された賢木門にだけ付けられていない。なお、有名な江戸時代末期の民謡『金毘羅船々』の歌詞に「金毘羅信仰忘れちゃいけない シュラシュシュシュ 長宗我部元親 神罰恐れて 逆さに建てたる賢木門」という一節があり、元親の事跡を伝えている。そして、1600年に宥厳は元親により土佐へ呼び戻され、その弟子の宥盛が跡を継ぎ金光院院主となる。
宥盛は翌年には徳島・松山に金毘羅権現を勧請し四国のみならず東北地方まで巡り信仰を広め、荒廃していた境内を整備した。宥盛は死の直前には神体を守るために天狗に身を変えたとの伝説もあり、今は讃岐三天狗の一狗で金剛坊と呼ばれる（他は八栗寺の中将坊と白峯寺の相模坊）。1606年自らの像を作って本殿脇に祀り1613年亡くなった後しばらくして観音堂後堂の威徳殿に尊体は法衣長頭襟姿で脇に不動明王と毘沙門天を配し秘仏として祀られていたが、現在は奥社に祀られている。

### 江戸時代
近世に入ると、高松藩主の生駒氏により崇敬され、代々社領が寄進された。1642年（寛永19年）に高松藩主が徳川光圀の兄である松平頼重に交代すると、頼重は当宮を崇敬して社領を加増したほか、正保4年（1647年）330石の社領地を大名ではなく将軍が安堵する朱印地とすることに成功した。これにより当宮を管理する別当職の金光院の地位も向上し、将軍の代替わりの度に出府して謁見することが許され、また別当が交代する時にも参府して将軍に謁見する「継目御礼」が認められた。その後も、頼重は寄進を続け主な建物だけでも1651年に仁王門（現在の大門）を新築、1659年に本社造営、1673年に13間5尺余（高さ約25メートル）と云われる大型の多宝塔の建立など山内の建物は一新され多くの参拝者を呼び発展の礎となった。なお、近世期には象頭山から神職は除かれ、金光院が当宮の管理運営を完全に掌握し、社領地の司法や行政も管掌していた。

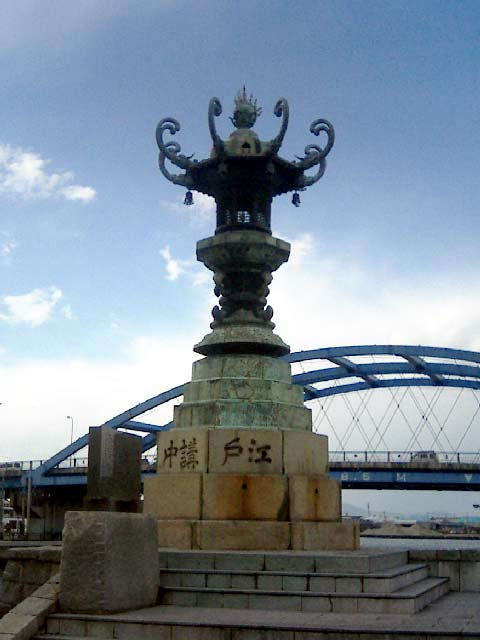
金毘羅講燈篭
江戸時代に江戸の商人が寄進した燈篭で、香川県丸亀市の港に一基が現存し、寄進者の名を冠し太助燈篭（たすけどうろう）と呼ばれている。

高野山の僧であった宥盛が本坊に造った護摩堂での祈祷で大きな木札を賜った漁師たちの中で難破し沈没した際に船に祀っていた大きな木札に捉まって命拾いしたという話が全国に広まり、漁師達の間でますます隆盛した。また、金光院院主が宥光のときには参拝の土産物として○に金の印を入れたうちわを作ることを思いつき、大和国から技術者を招いたといわれる。
1689年刊行の『四国遍礼霊場記』（真念の情報による寂本の著書）に「巡礼の数にあらずといえども讃州の壮観名望の霊区なれば遍礼の人象頭山に往詣せずといふ事なし」と挿絵入りで札所以上にページをさいて紹介している。さらに「大物主の命天竺にゆきましてかしこにて金毘羅といひしとかや…金毘と三輪一躰と尺し給ふ事あり」と由緒を語りことさらの扱いとなっている。
江戸時代中期に入ると全国の庶民の間へと信仰は広がった。各地で金毘羅講が組織されて「金毘羅参り」が盛んに行われるようになり、伊勢神宮へのお陰参りに次ぐ庶民の憧れだったといわれる。その様子は、浮世絵の東海道五十三次の一つである「沼津」や、滑稽本の東海道中膝栗毛に描かれている。奉納も多く行われ、奉納された石碑を納めるために本来直線だった参道を曲げたほどであった。
1753年（宝暦3年）桃園天皇より勅願所となり、1760年（同10年）5月には「日本一社の綸旨」を賜わり、安永8年（1779年）には幕府祈願所になり、明治初年に至るまで毎年春秋の2回、禁中より御撫物（おなでもの）が金光院に下賜され、宝祚悠久（ほうそゆうきゅう）を祈願してきた。
江戸時代後期には、由加山（蓮台寺、由加神社本宮）が同じ権現である喩伽権現を祀っているということで、瀬戸内海周辺で一番人気のあった当山にあやかろうと本州方面から当山への道中であったこともあり、金毘羅大権現と喩伽権現の両方を参拝する「両参り」をアピールし成功していた。さらに明治期には、西大寺が当社の不動明王と毘沙門天（詳細は後述）を牛玉所（ごうしょ）殿に迎え「三所参り」として西大寺も参拝することを勧めた。また、四国内でも、隆盛を極めつつあった金毘羅大権現にあやかって寺勢拡大を計ろうとする山伏寺が各地に現れたため、上述の日本一社の綸旨をいただき、それらが当山とは無関係であると示すことを図ったが、実現は困難であった。
江戸時代末期には民謡「金毘羅船々」が歌われ始める。

### 明治期

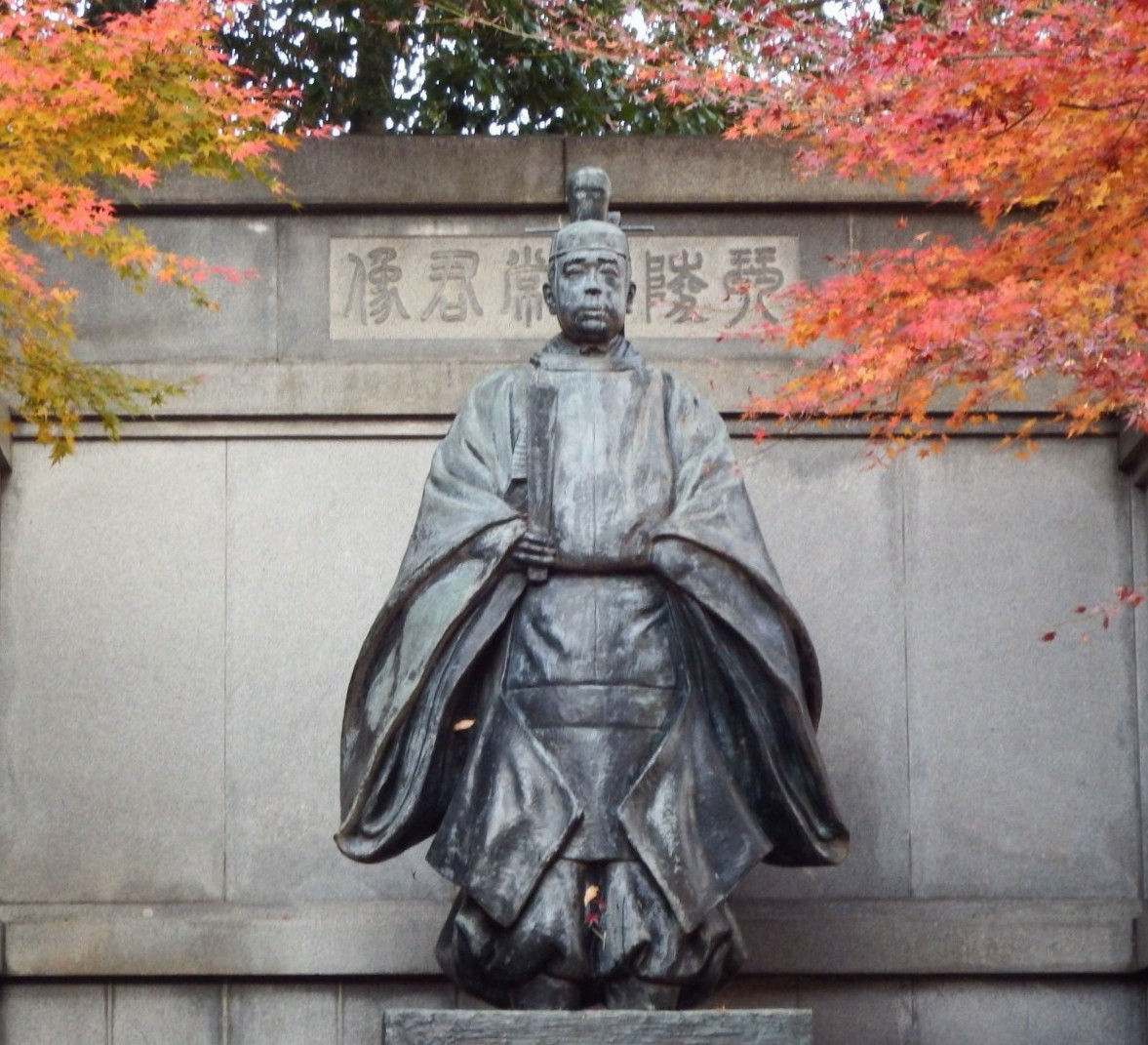
琴陵宥常像

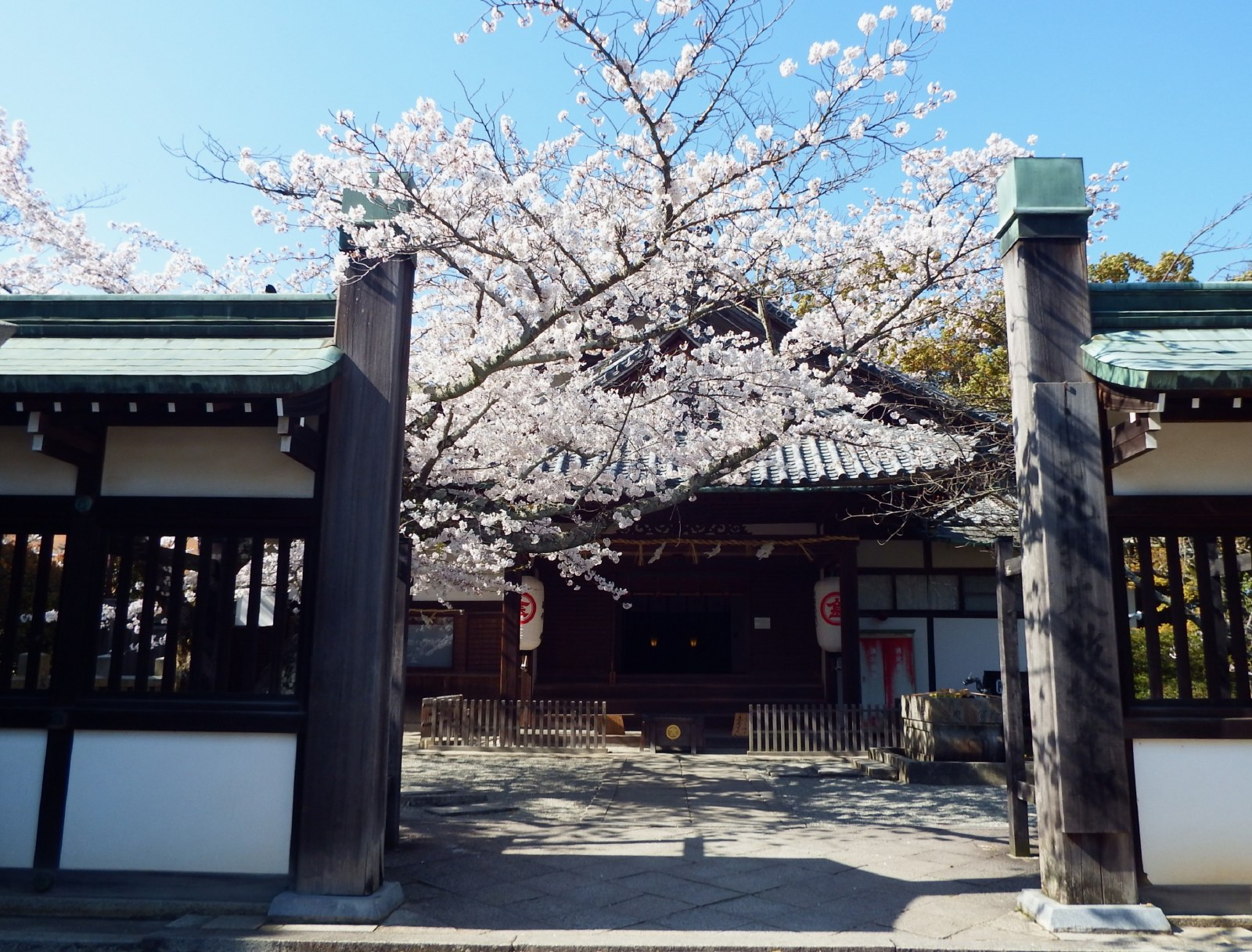
金刀比羅本教総本部

明治元年（1868年）3月の神仏分離令に際し、第19代金光院別当であった琴陵宥常（ことおかひろつね1840年 - 1892年）は当山の存続を守るため神仏混淆であった「象頭山金毘羅大権現」を「琴平山金刀比羅宮」と改称して神道の神社とし、御本社金毘羅大権現は、主祭神の名を大物主神と定め相殿（あいどの）に崇徳天皇を祀り、象頭山松尾寺金光院は廃されそのまま社務所になり、他の五つの塔頭は廃止となり、自らは復飾し大宮司就任を許されずとも社務職にとどまりさまざまな変更をした。明治元年9月13日には勅祭神社とされる。
主な堂宇の変革として、観音堂は大年社を経て三穂津姫社となり本尊十一面観音菩薩（重要文化財）は宝物館に展示され、金堂は天御中主神ほか二神を祀る旭社となり本尊薬師如来と十二神将は不明となる。観音堂後堂に祀られていた宥盛は厳魂彦命と名を変え、1905年（明治38年）には現在の奥社で祀られ、宥盛像は破却から逃れるため当山周辺より外に運び出されたとも、今でも奥社で祀られているとも云われるが所在は不明であり、その脇仏とみられる不動明王と毘沙門天の2体も破却の危機に直面したが、塔頭の萬福院住職宥明によって救い出され岡山に渡る。その後、所在は転々としたが、1882年（明治15年）岡山市の西大寺の住職光阿によって同寺に移され、その2体で金毘羅大権現とし、牛玉所権現（五大明王）とともに牛玉所殿に祀られ現在に至る。慶長9年（1604年）金光院本坊内に護摩堂が造られたとき迎えられた初代の不動明王立像は2代目を迎えたとき塔頭の多門院に本尊として移されていたがこの時海岸寺に移され、2代目の不動明王は宝物館に展示されている。護摩堂と同時期に横に造られた大師堂は廃止となり、大師像（県指定文化財）は現在の松尾寺へいち早く遷座される。多聞天と持国天を有した二天門は賢木門となる。金剛界大日如来を本尊とする多宝塔は廃棄され、今は馬の銅像が立つ。大門は左右の金剛力士像が武者像に変わり存続、経蔵は文庫になり、鐘楼は麓の興泉寺 （興泉寺）へ売却。その他にも阿弥陀堂・不動堂・摩利支天堂・毘沙門堂・孔雀堂・行者堂・三十番神社などが摂末社に変更され多くの仏像経巻仏具等が売却され、残ったものは明治5年に「浦の谷」で焼かれた。なお、神仏分離に反対していた重鎮の宥暁が住職である普門院が唯一再興し、松尾寺普門院として法灯を継承し、焼却から逃れたいくつかの仏像を所蔵している｡
近代社格制度のもと、明治4年（1871年）に国幣小社に列格し、1885年（明治18年）に国幣中社に昇格した。文明開化に伴う交通の近代化により、明治以降には皇室の参拝が急増した。

### 現代
古くから信仰を集め、こんぴら講に代表される金毘羅信仰を後世に伝えるため、1969年（昭和44年）8月5日、宗教法人金刀比羅本教の設立認可を受け、金刀比羅本教の総本宮となった。総本部は金刀比羅宮の大門近くにある。金刀比羅本教は神社本庁に属さない独立した包括宗教法人であるが、金刀比羅宮自体はかつては神社本庁の被包括法人であり、別表神社に指定されていた。
2019年（令和元年）の天皇即位に伴う大嘗祭当日祭に供される臨時の神社本庁幣帛料が送付されなかったことなどを理由として、2020年（令和2年）6月5日に金刀比羅宮は神社本庁に対して「被包括関係を廃止する」との通知を送付した。同年11月、神社本庁からの離脱が承認され単立神社となった。

## 境内
象頭山の中腹に鎮座し、参道の石段は本宮まで785段（標高251メートル）、奥社まで登ると1368段（標高421メートル）になり、その真上にあたる琴平山頂上は標高524メートルである。

### 本宮エリア
- 本宮
  - 本殿：1878年再建。桧皮葺・大社関棟造り。祭神は 大物主神と崇徳天皇を合祀。
  - 幣殿：桧皮葺・大社関棟造り。
  - 拝殿：桧皮葺・大社関棟造り。
  - 神饌殿：本殿の向かって右、入母屋造・檜皮葺。神饌を調進する所。
  - 北渡殿：神饌殿と拝殿をつなぐ回廊。
  - 北透垣：神饌殿のさらに右側にあり本殿背後の神職も入ったことがないとされる禁足区域の森（この森の中に洞窟があり金毘羅大権現が鎮座しているという信仰があった）への進入を防ぐ。
  - 直所：本殿の向かって左。詰所。
- 神楽殿：本殿の向かい。
- 神札授与所：本殿の向かい。
- 南渡殿：本宮と三穂津姫社をつなぐ約40メートルの回廊。
- 三穂津姫社（御別宮）
  - 本殿：1876年造営。檜皮葺・王子造。祭神は三穂津姫神。
  - 中殿：檜皮葺。
  - 拝殿：檜皮葺・大社関棟造。
  - 神饌殿：三穂津姫社の向かって右。
  - 直所：三穂津姫社の向かって左。
  - 祓除殿：直所の後ろに回廊でつながる。
- 御炊舎：三穂津姫社の向かい。1874年建立。
- 睦魂神社（むつたまじんじゃ・祠）：南渡殿の奥の斜面。王子造・銅葺。祭神は大国魂神ほか二柱[31]。
- 神庫・神輿庫：南渡殿の奥の斜面。
- 厳島神社（いちきしまじんじゃ・祠）：三穂津姫社の向かい。入母屋造平入・檜皮葺。祭神は市寸姫尊。
- 緑黛殿（りょくたいでん）：南西端。2004年5月竣工、建物は村野藤吾賞および日本芸術院賞受賞。参集所や斎館などの施設。
- 高台：北東端。展望所で人工に造られた。讃岐平野が見渡せ讃岐富士が臨める。四国八十八景87番。

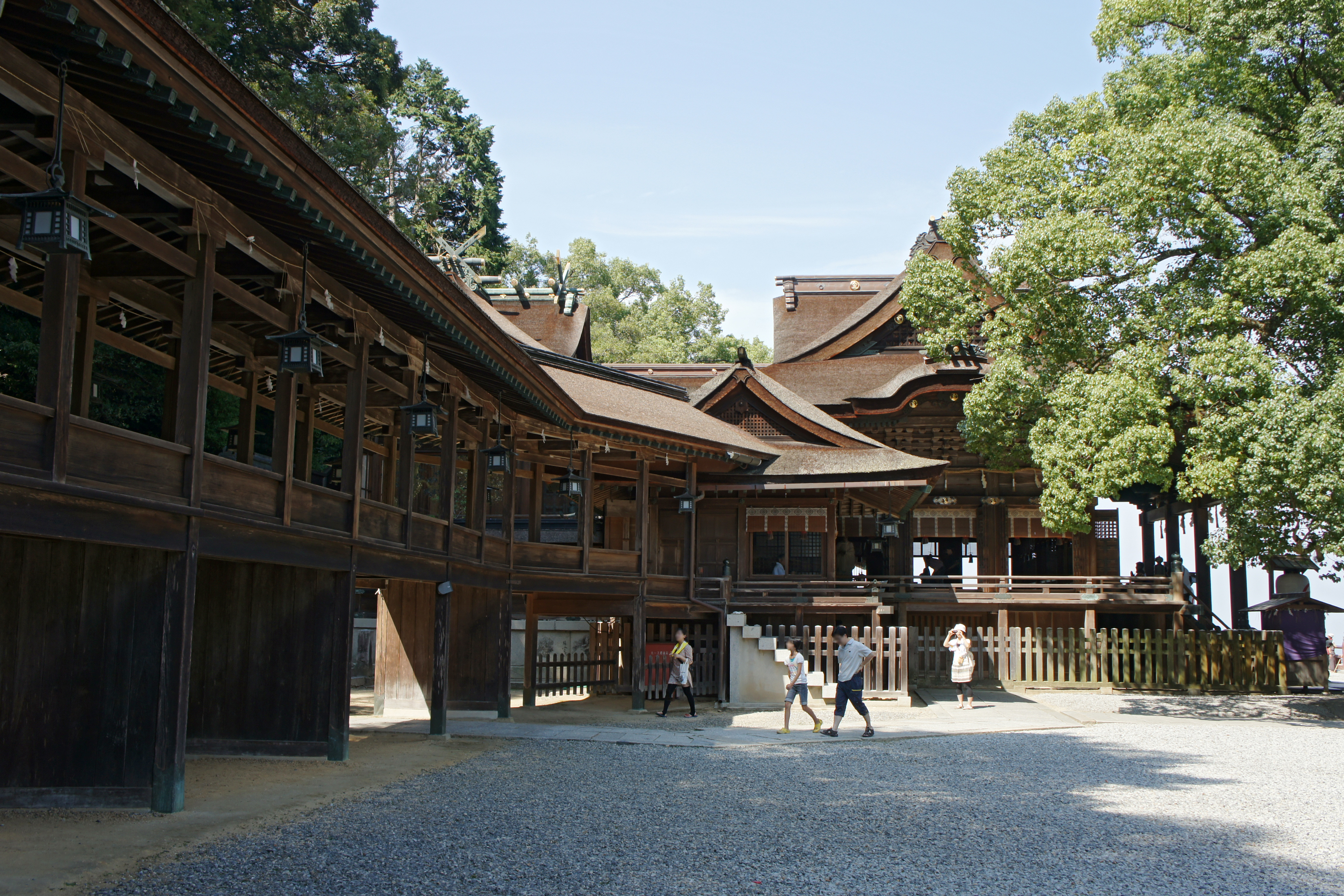
南渡殿、直所、本殿、拝殿、神木の楠
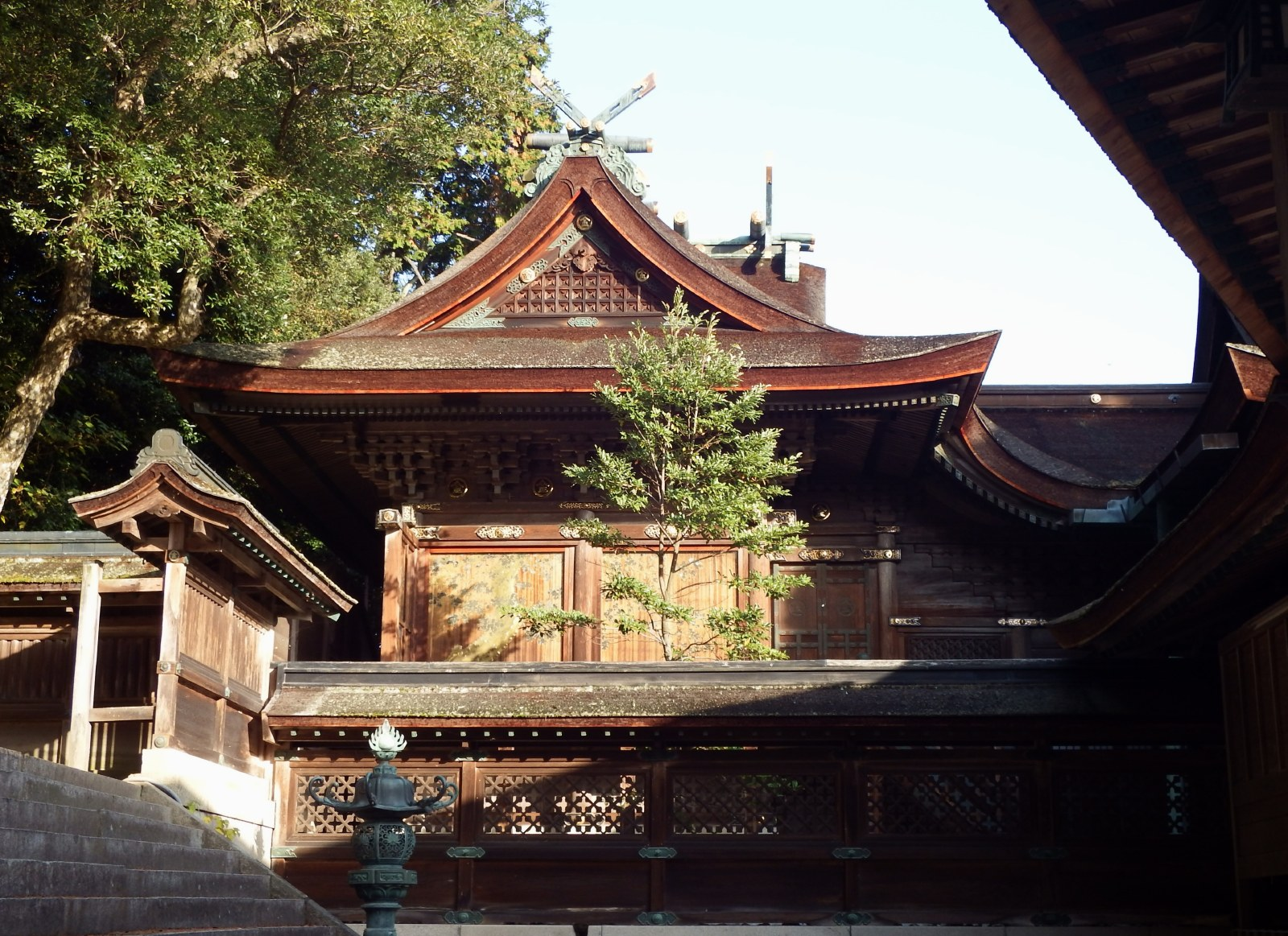
本殿、南垣
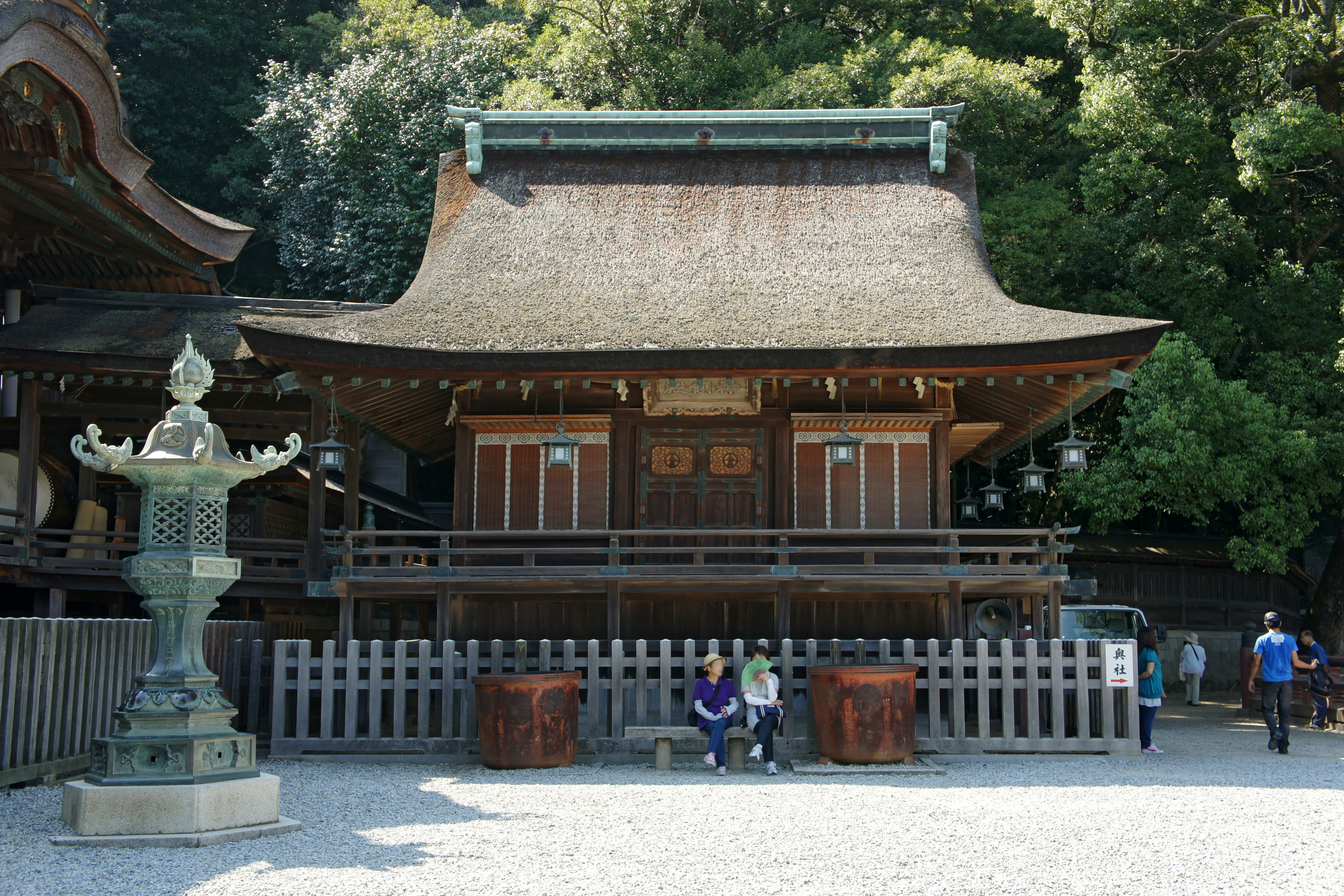
北渡殿、神饌殿、北透垣
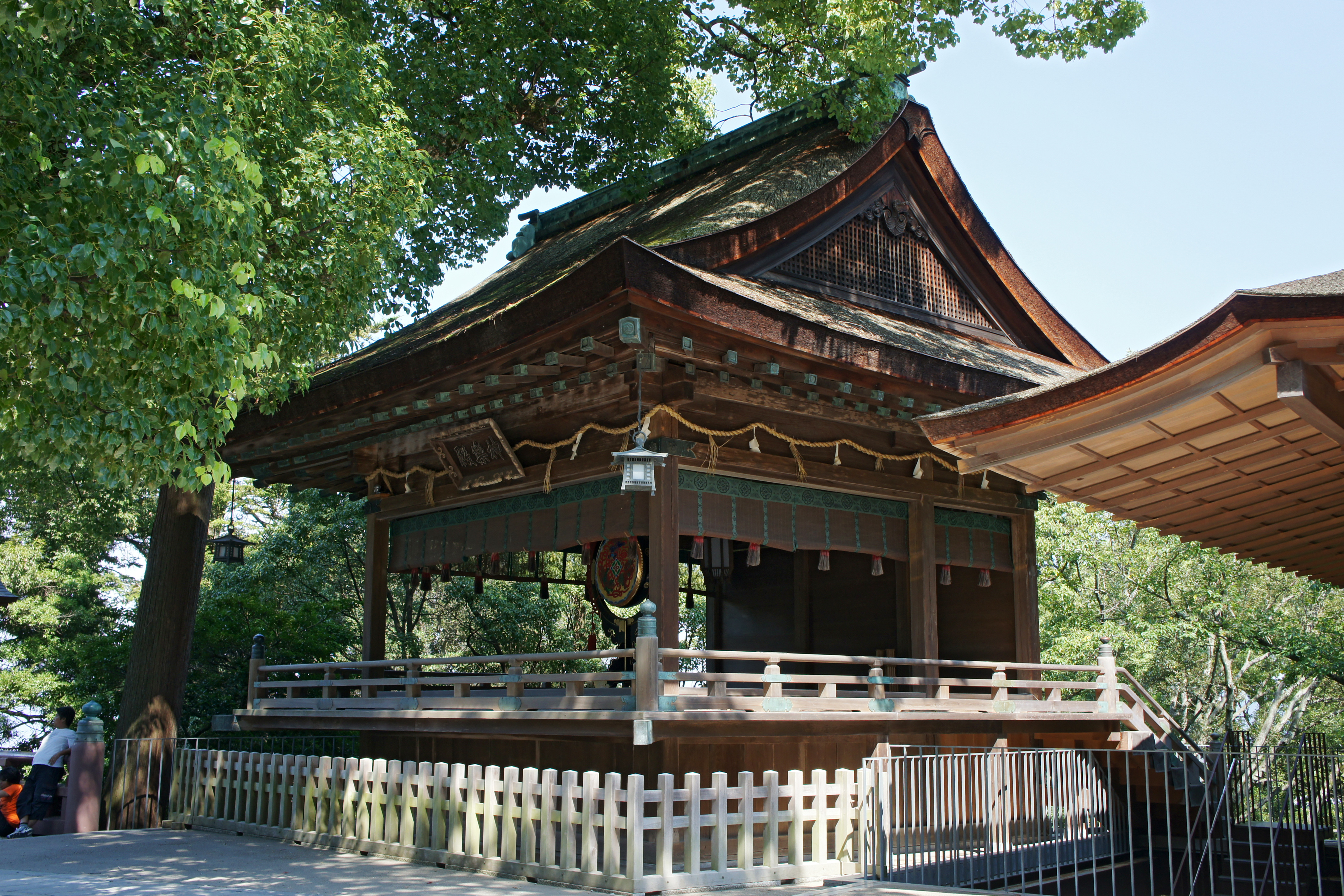
神楽殿
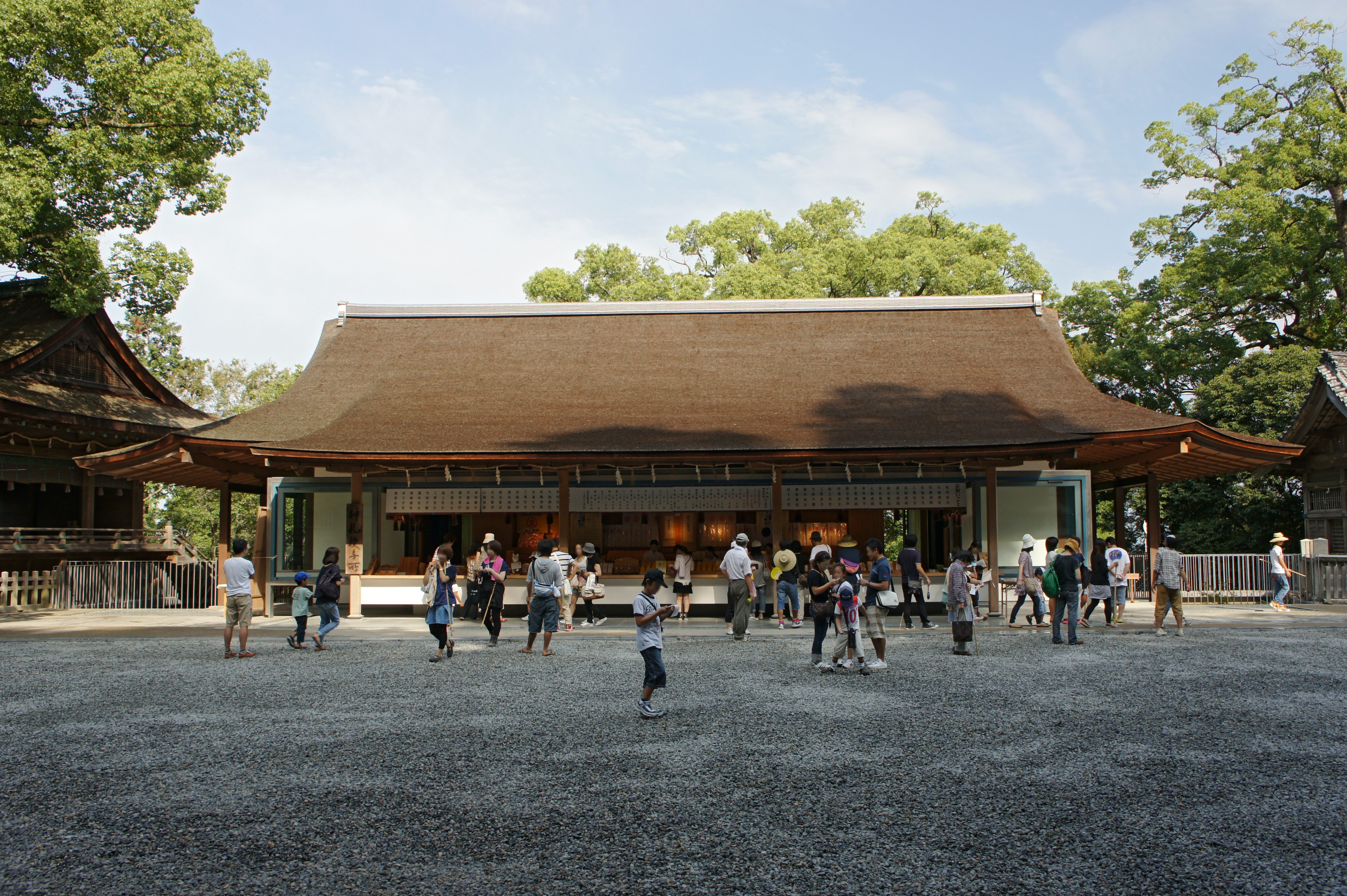
神札授与所
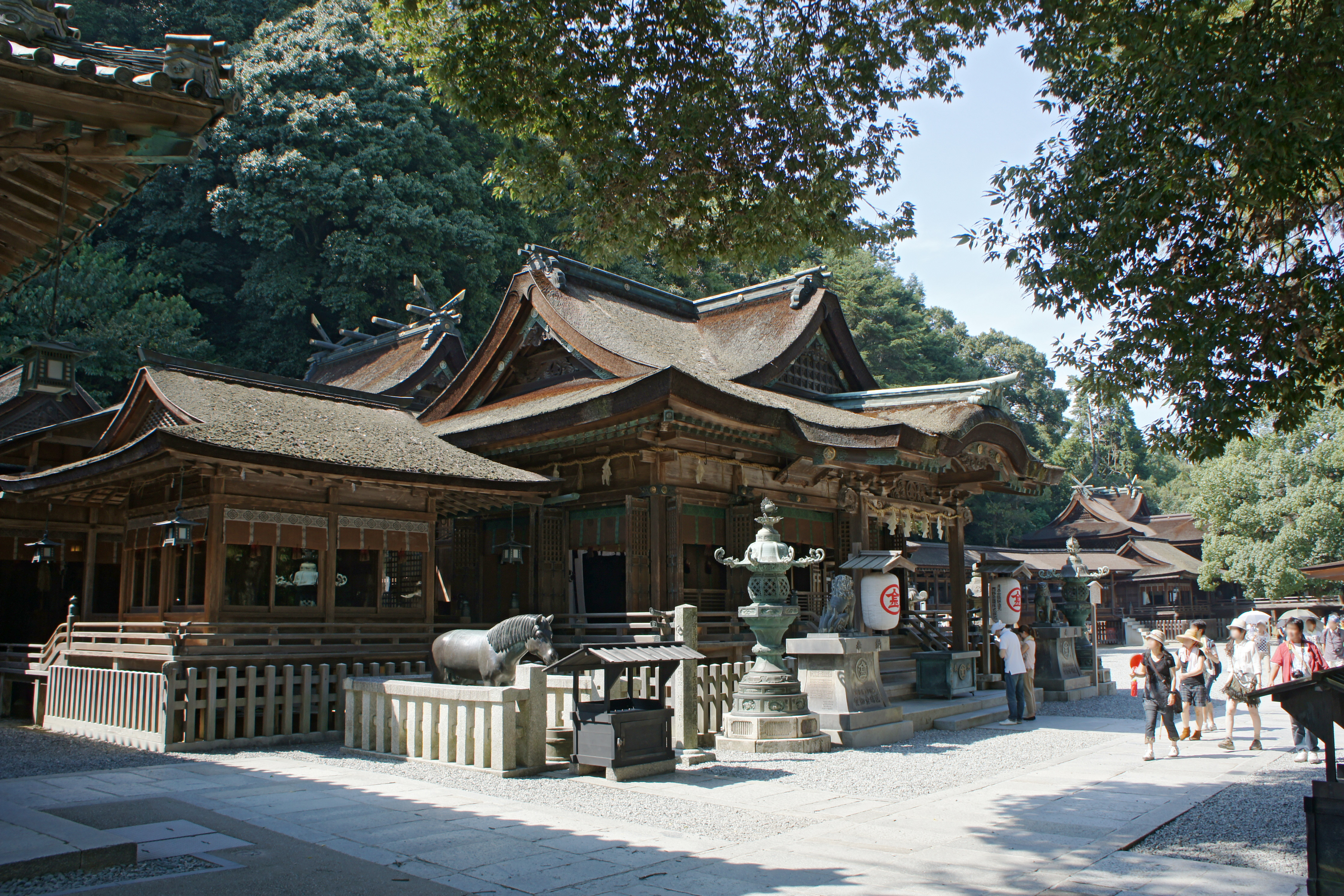
三穂津姫社拝殿
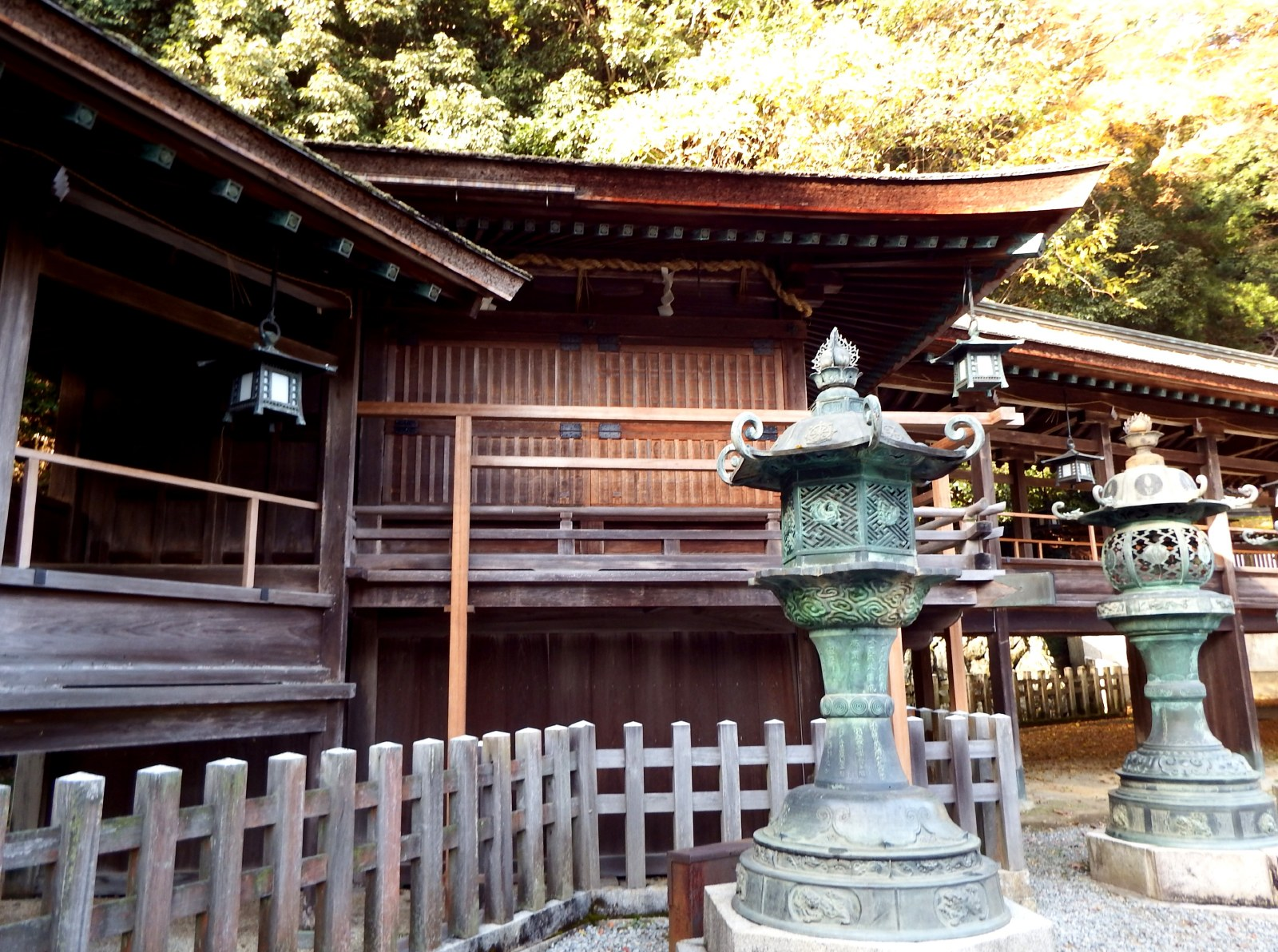
三穂津姫社神饌殿
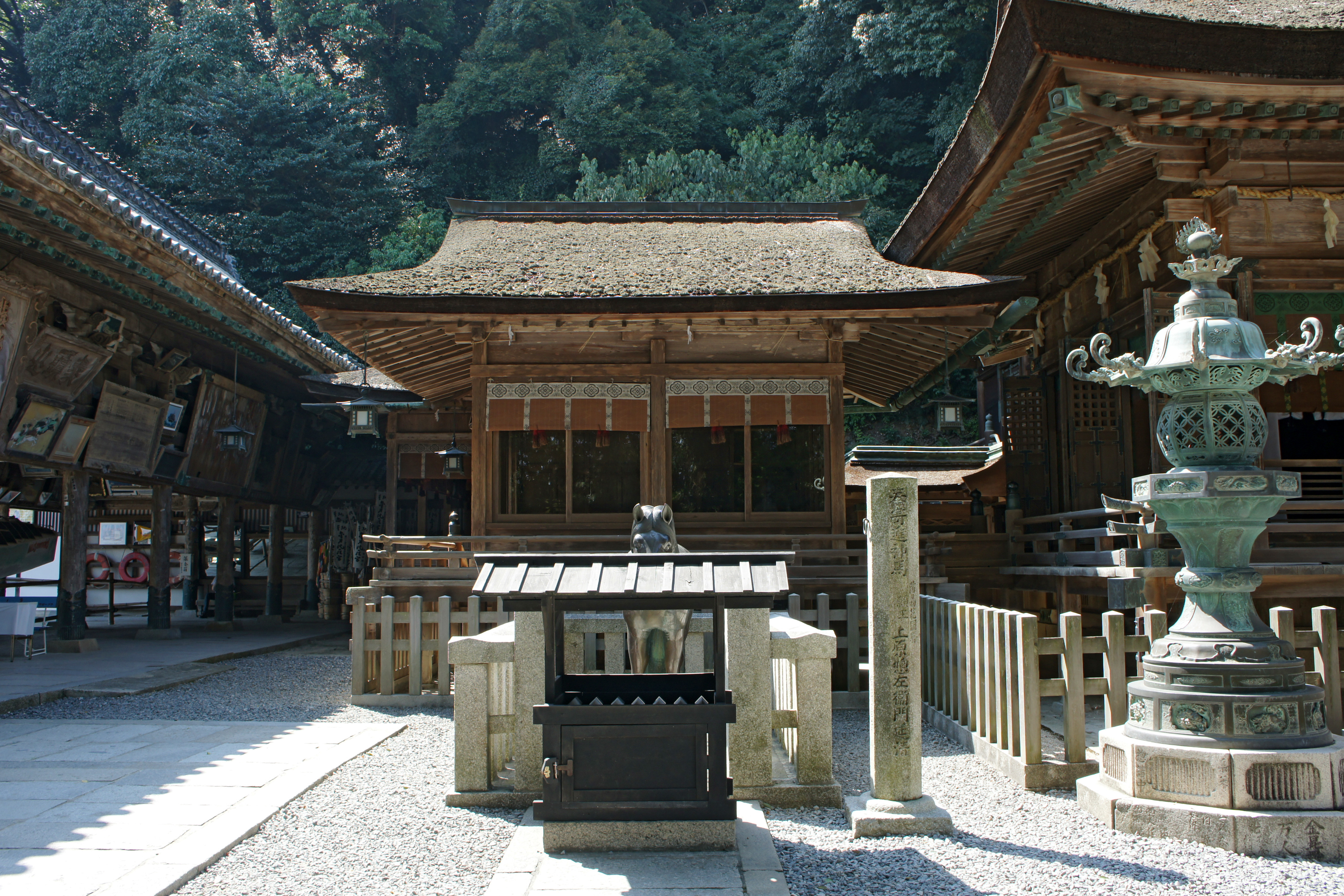
三穂津姫社直所
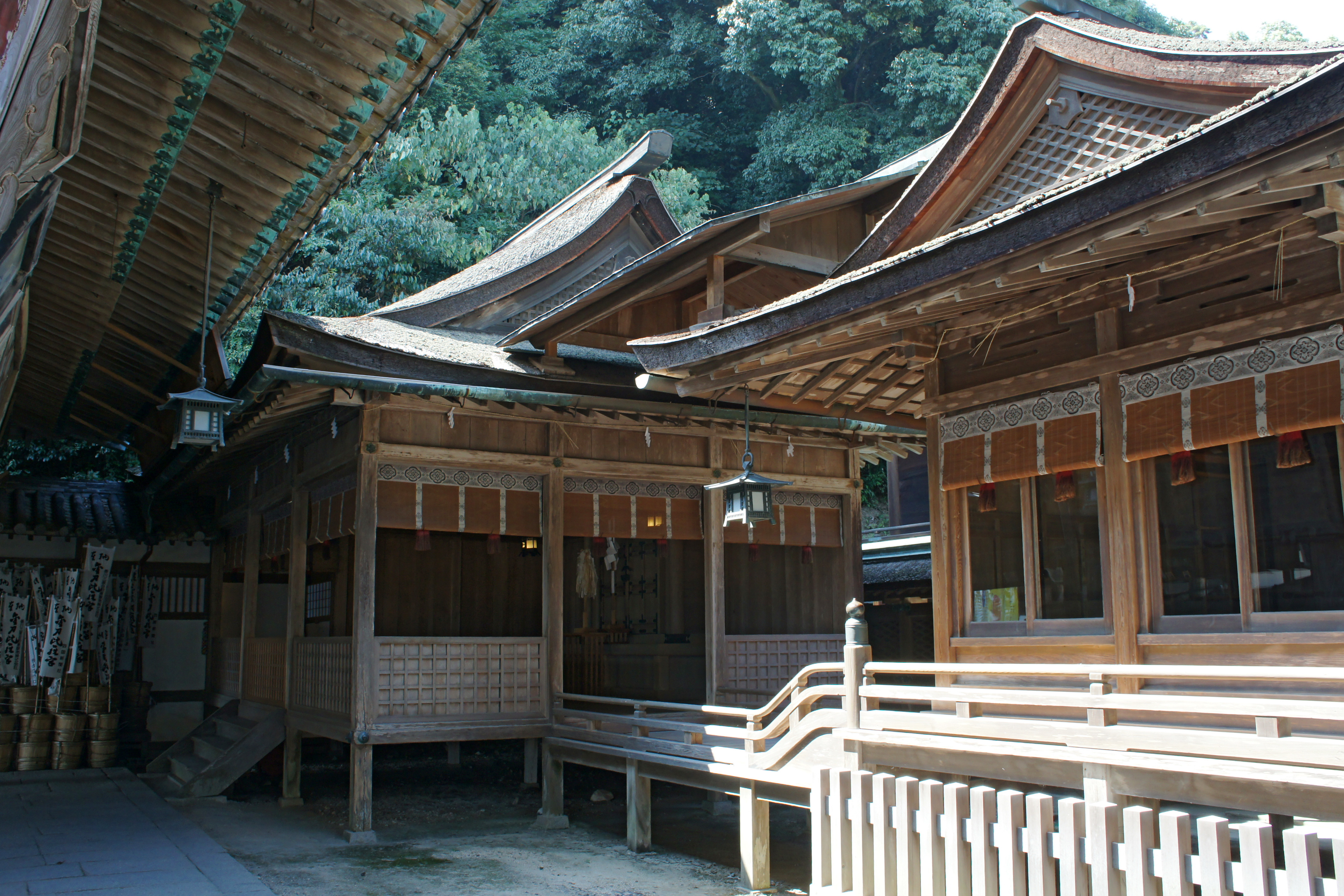
祓除殿
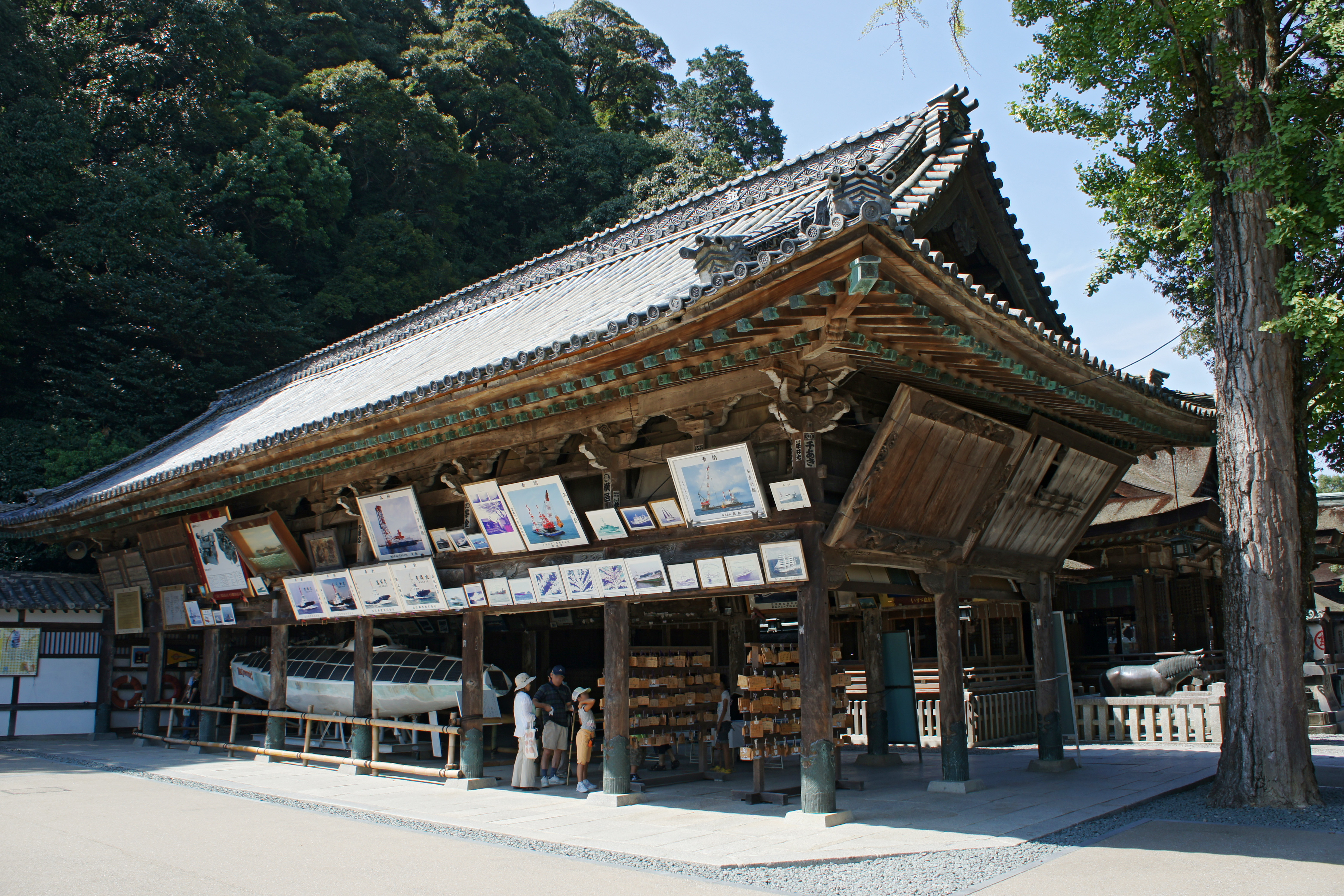
絵馬殿
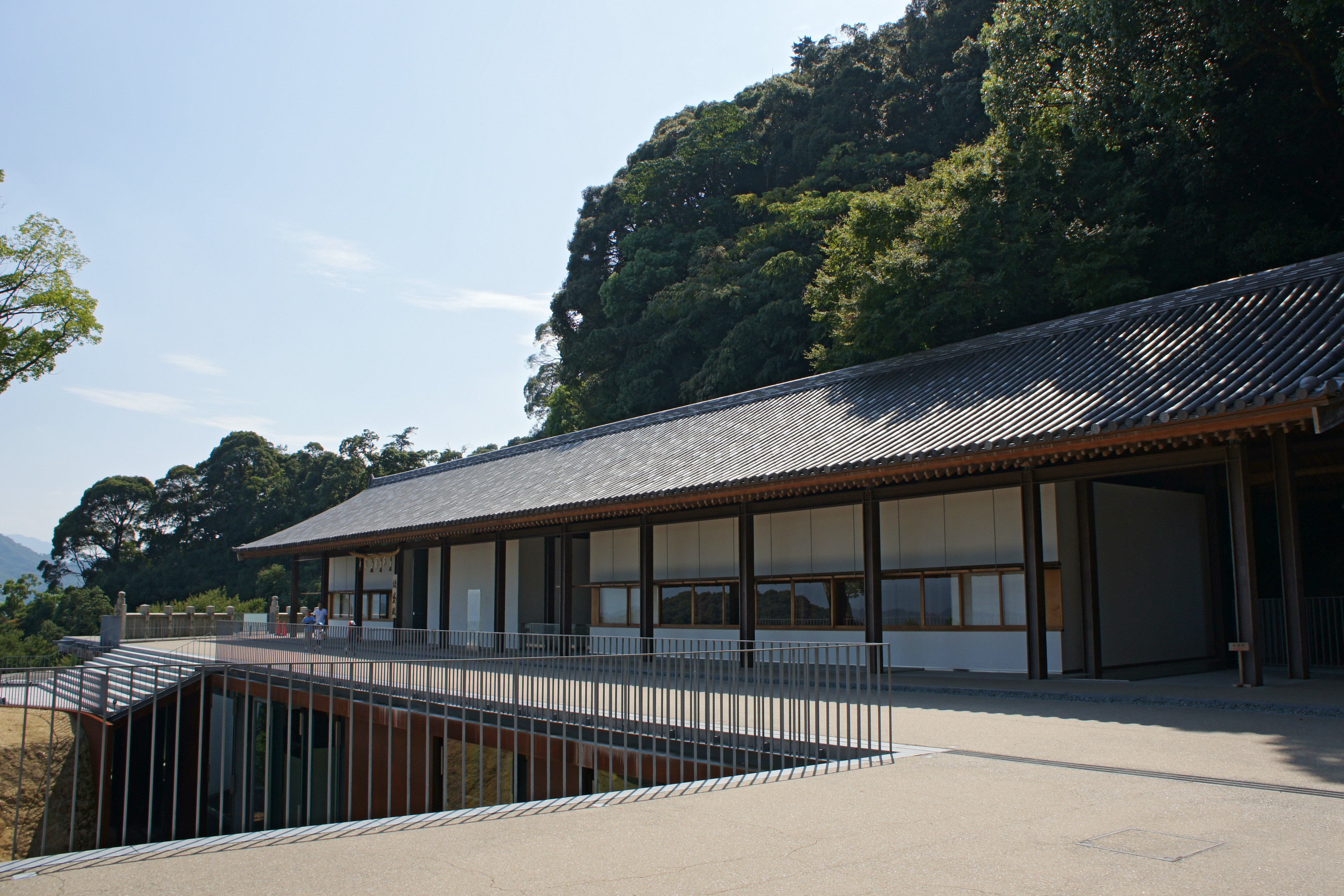
緑黛殿
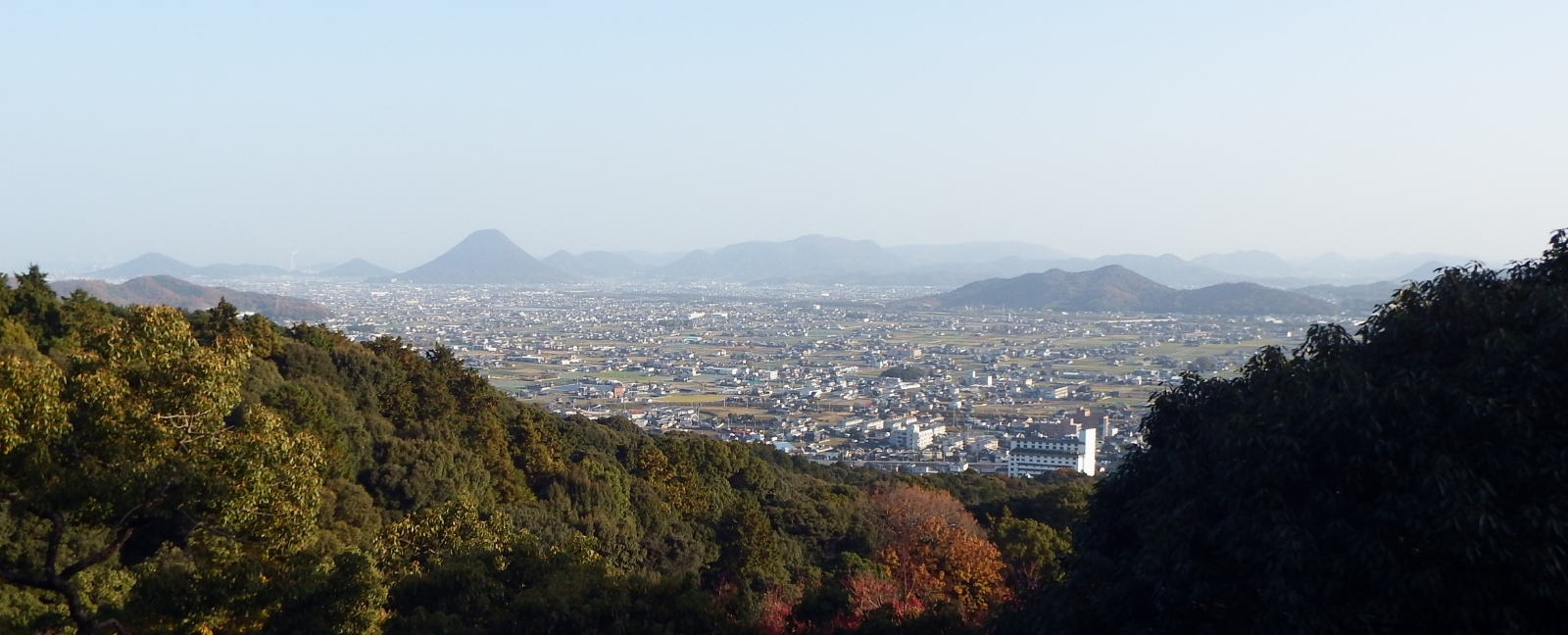
高台からの展望

### 本宮エリアまでの上り

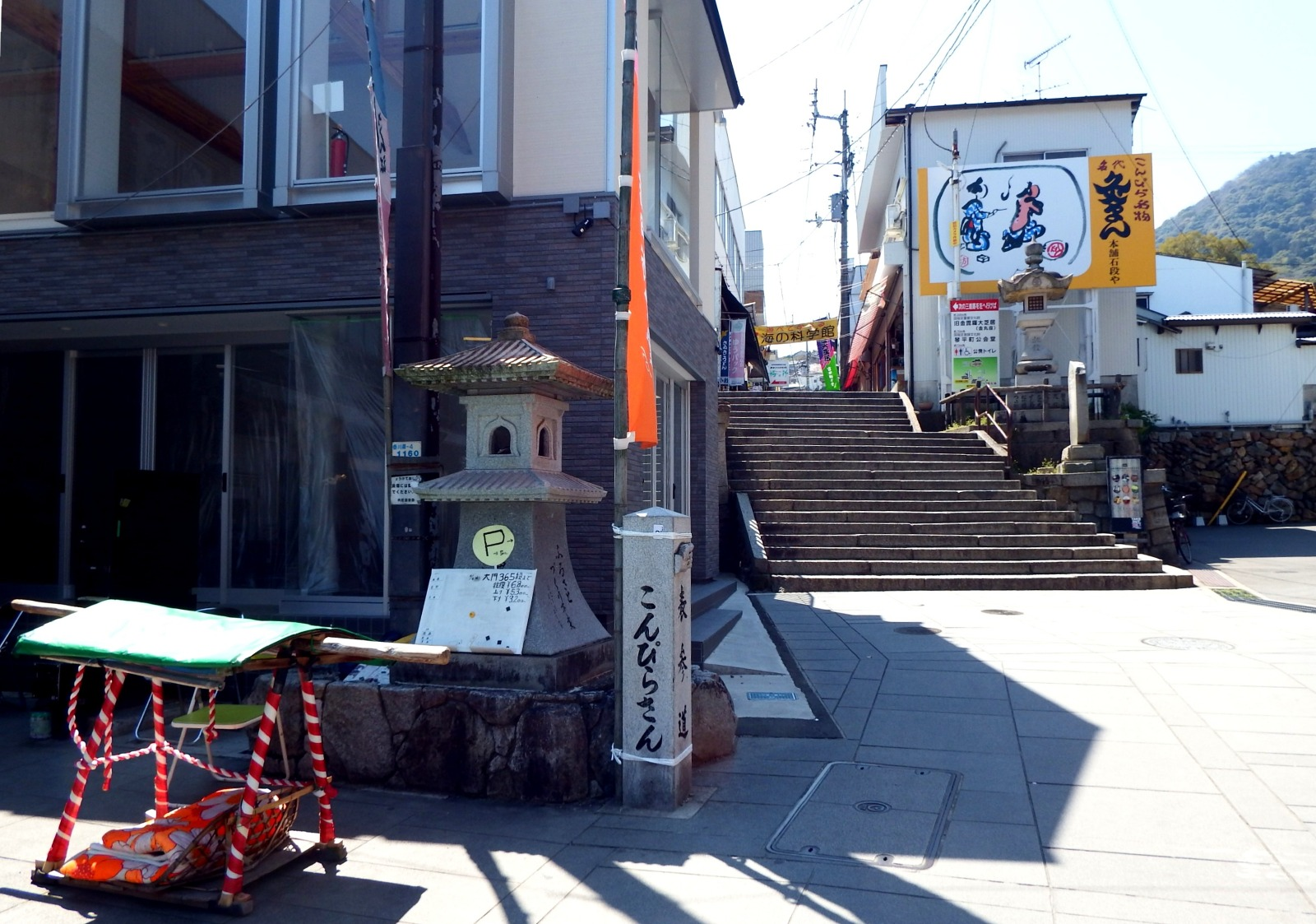
参道の最初の１段

- 大鳥居：土器川にかかる祓川橋西詰に県道282号を跨ぐコンクリート製の大きな鳥居。扁額は無い。
- 大宮鳥居：JR琴平駅前、ことでん琴平駅横に立つ。
- 一之坂鳥居 [113段]
- 備前焼狛犬：一之坂鳥居の両側にいる。1844年奉納され、高さ約5尺（重要有形民俗文化財）。
- 灯明堂・釣燈籠：石段に沿って立ち中に数基の灯籠が並んで吊るされている。1858年建築（重要有形民俗文化財）。
- 金刀比羅本教総本部：1877年建築。教祖を金光院第四代院主宥盛、祭神は金毘羅大権現を金刀比羅大神として信仰する。
- 鼓楼（ころう）と清塚：大門傍にあり、中にある時太鼓は今も朝夕に打ち鳴らされる。造りが城に似ていることから「琴平城」とも呼ばれている。1710年建築。清塚は鼓楼脇にあり清少納言の墓と時の別当は考えたと云われている。
- 大門（おおもん）[365段]：高松藩主松平頼重が1654年頃寄進し仁王門であったが今は門の中の両側に弓を持つ武者が控える。これより内が境内で、有栖川宮熾仁親王筆の「琴平山」の額が掲げられる。門をくぐると鎌倉時代から特別に境内での営業を許された5軒の「五人百姓」[32]が加美代飴を売っている。
- 桜の馬場：約150メートルの平坦な石畳で春は両側に桜咲く道になる。
- 宝物館（登録有形文化財）：1905年（明治38年）に建てられた石造、2階の宝物館。かつて観音堂の本尊であった重要文化財の十一面観音立像や護摩堂の本尊不動明王立像などを拝観できる。
- 御厩：神馬である光驥号(ルーチェ号)・白平号(カブ号)の2頭の馬が飼われている。神馬は例大祭に随伴し、献馬式もおこなわれる[33]。
- こんぴら狗（いぬ）[431段]：飼い主に代わって代参した犬の像。
- 高橋由一館：近代の洋画家高橋由一の個人美術館。一般公開されている。
- 明道黌跡：明治時代の1884年から1896年まであった中等普通学校「明道学校」の跡地[34]。同校は金刀比羅宮宮司・琴陵宥常によって設立され、皇典学のほか、歴史、経済学、生理学、化学、代数、幾何、英語、簿記などが学べた[35]。教授に堀秀成らがおり、石榑千亦、山下谷次らを輩出した。現在はクスノキの巨木で知られる。
- 着見櫓：大名行列の見張所。

- 書院
  - 社務所門：切妻造平入・銅葺
  - 社務所

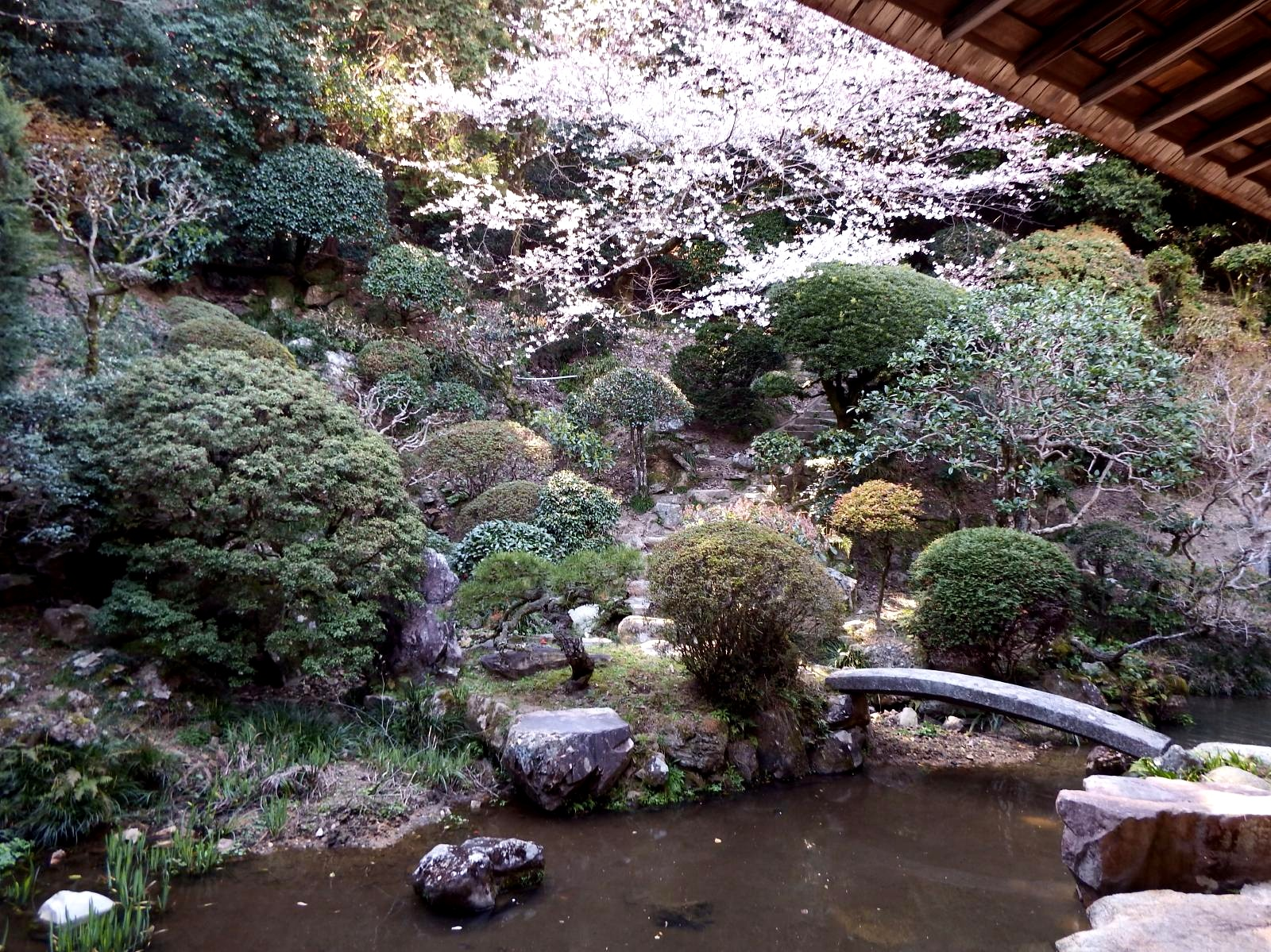
表書院の庭園林泉

  - 表書院（重要文化財）：万治2年（1659年）に建立された書院造りによる建物。内部の五間には円山応挙が、邨田丹陵が二間、森寛斎が一間の障壁画が飾られている。また前池躍魚と称される池泉鑑賞式庭園林泉や蹴鞠が催される前庭が鑑賞できる。一般公開されていて、大人料金800円。
  - 白書院：1877年（明治10年）建造、非公開
  - 奥書院（重要文化財）：非公開
  - 四脚門（重要文化財）：参道脇にある黒門から奥に見え通常は閉まっている。書院の正門。
- 木馬舎 [500段]：木製の等身大の馬が一頭。ここの右下にカフェ&レストラン神椿がある。
- 祓戸社（はらえどしゃ・祠）：祭神は瀬織津姫ほか三柱。
- 火雷社（ほのいかづちしゃ・祠）：祭神は火産霊神ほか五柱。
- 旭社（後述）[628段]
- 賢木門（さかきもん）：唐破風と千鳥破風の棟が交錯する檜皮葺の屋根。天正12年（1584）長曽我部元親が寄進。元親軍の往来の邪魔になるので火をつけると暴風が起こり木の葉が数千の蜂となり襲いかかる神罰にあい恐れをなし、神仏に詫びて、その夜のうちに再興したところ慌てて柱を逆に建ててしまったことから「長曽我部の逆木門」と呼ばれた。しかし、この逸話は長曽我部を辱めるための創作で、それまでここに門は無かった。万治3年（1660年）京仏師弘教宗範咲の彫った持国・多門の二天が安置され、二天門となる。1879年（明治12年）の改築の際に逆木門の「逆」の字を嫌い「賢木門」と書くようになった。
- 遙拝所：ここから伊勢神宮や皇陵を拝するところ。明治初年の建立。
- 闇峠 - 本宮手水舎 - マイナス1段 - 連籬橋
- 真須賀神社（ますがじんじゃ・祠）：入母屋造。祭神は建速須佐之男尊と后神。
- 御前四段坂：本殿前の最後の133段の石段
  - 御年神社（みとしじんじゃ・祠）：流造。祭神は大年神、御年神、若年神。
  - 事知神社（ことしりじんじゃ・祠）：流造・銅板葺。祭神は積羽八重事代主神ほか二柱。
  - 百度石・本宮前鳥居
- 本宮（前述）[785段]

一之坂鳥居
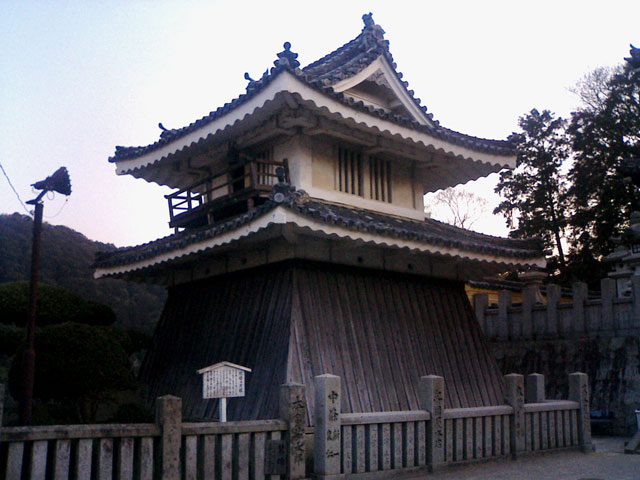
鼓楼
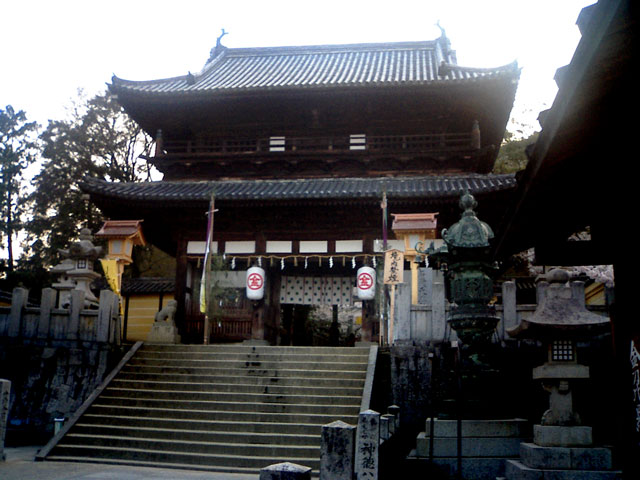
大門（おおもん）
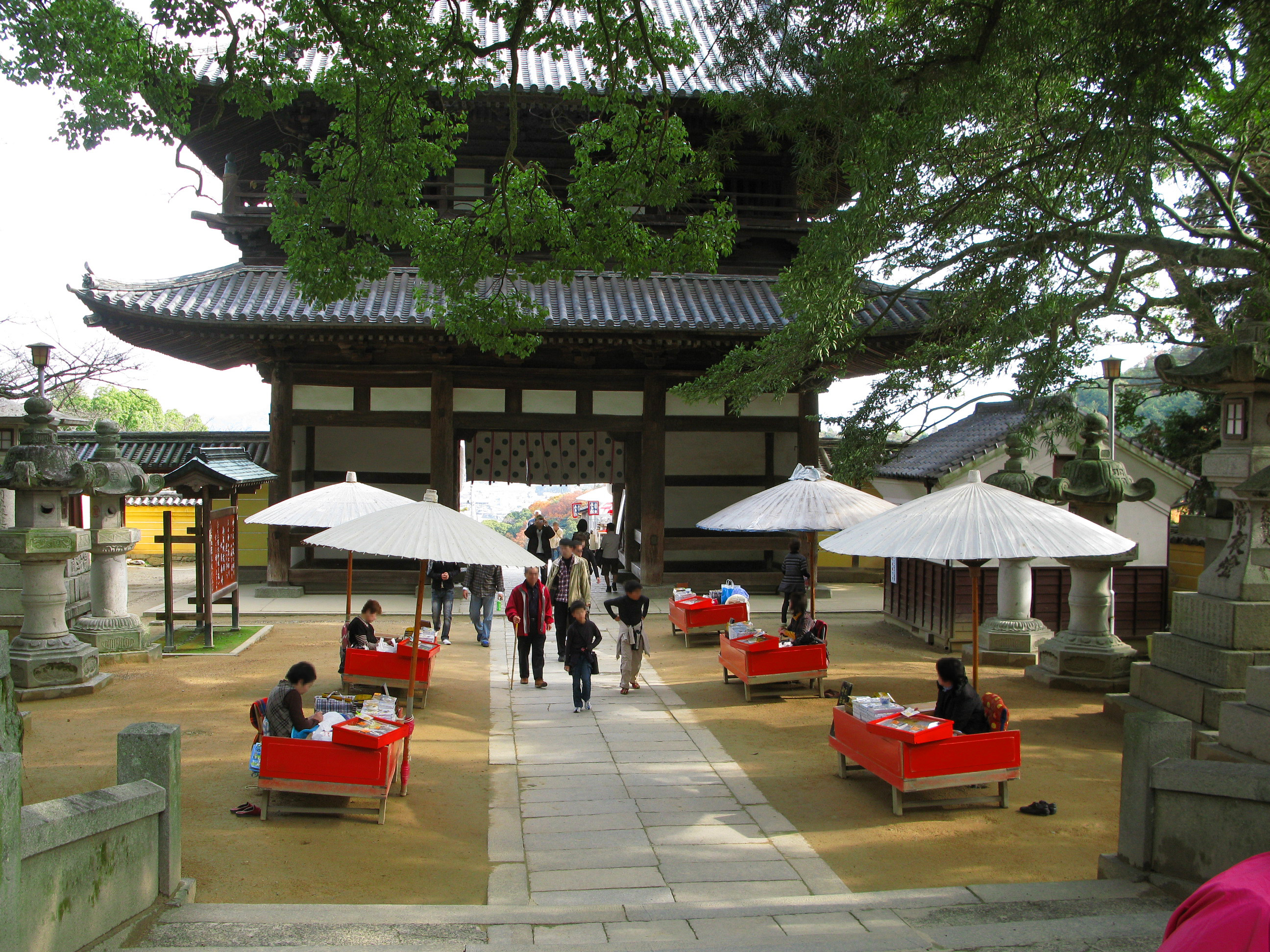
五人百姓
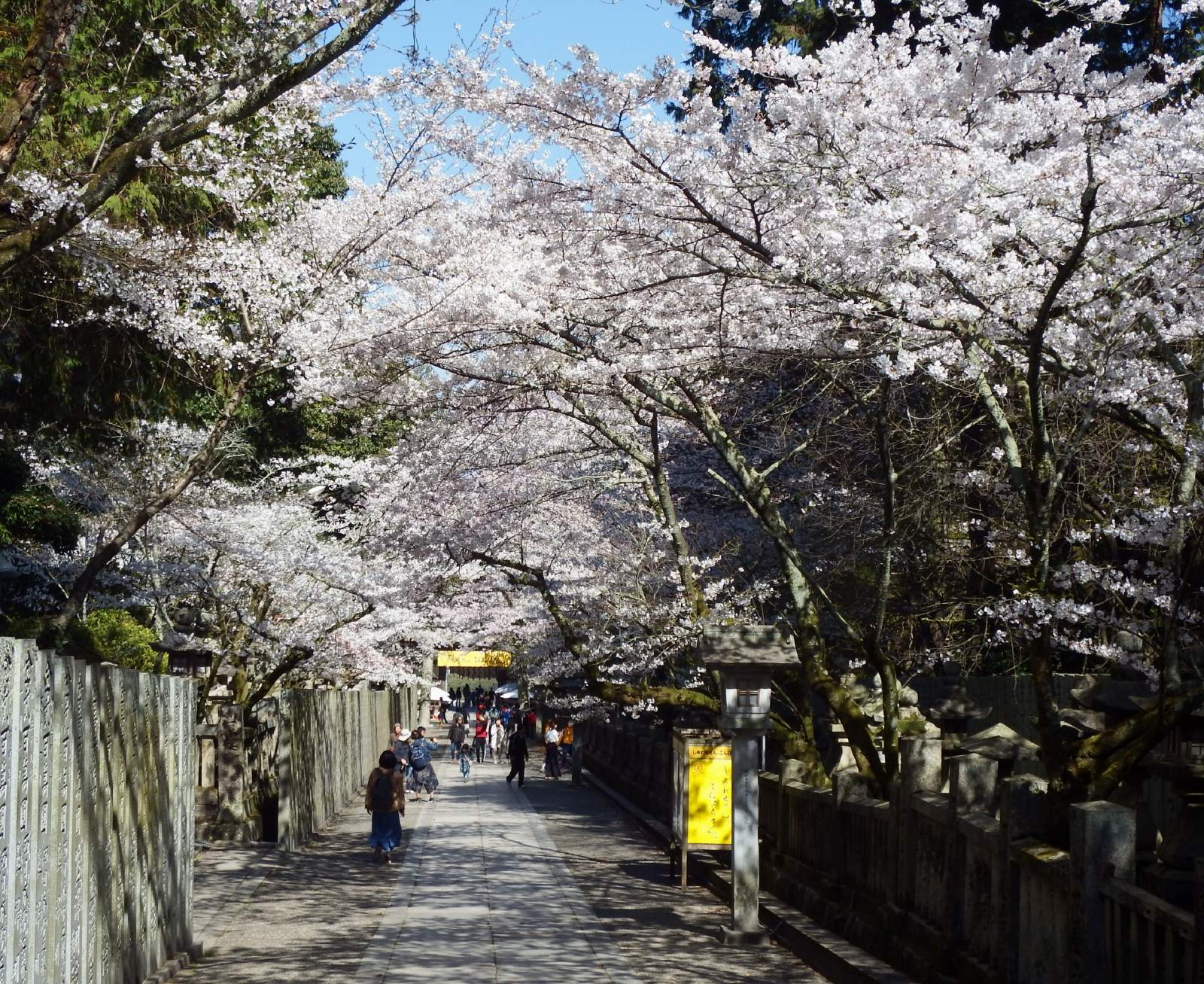
桜の馬場
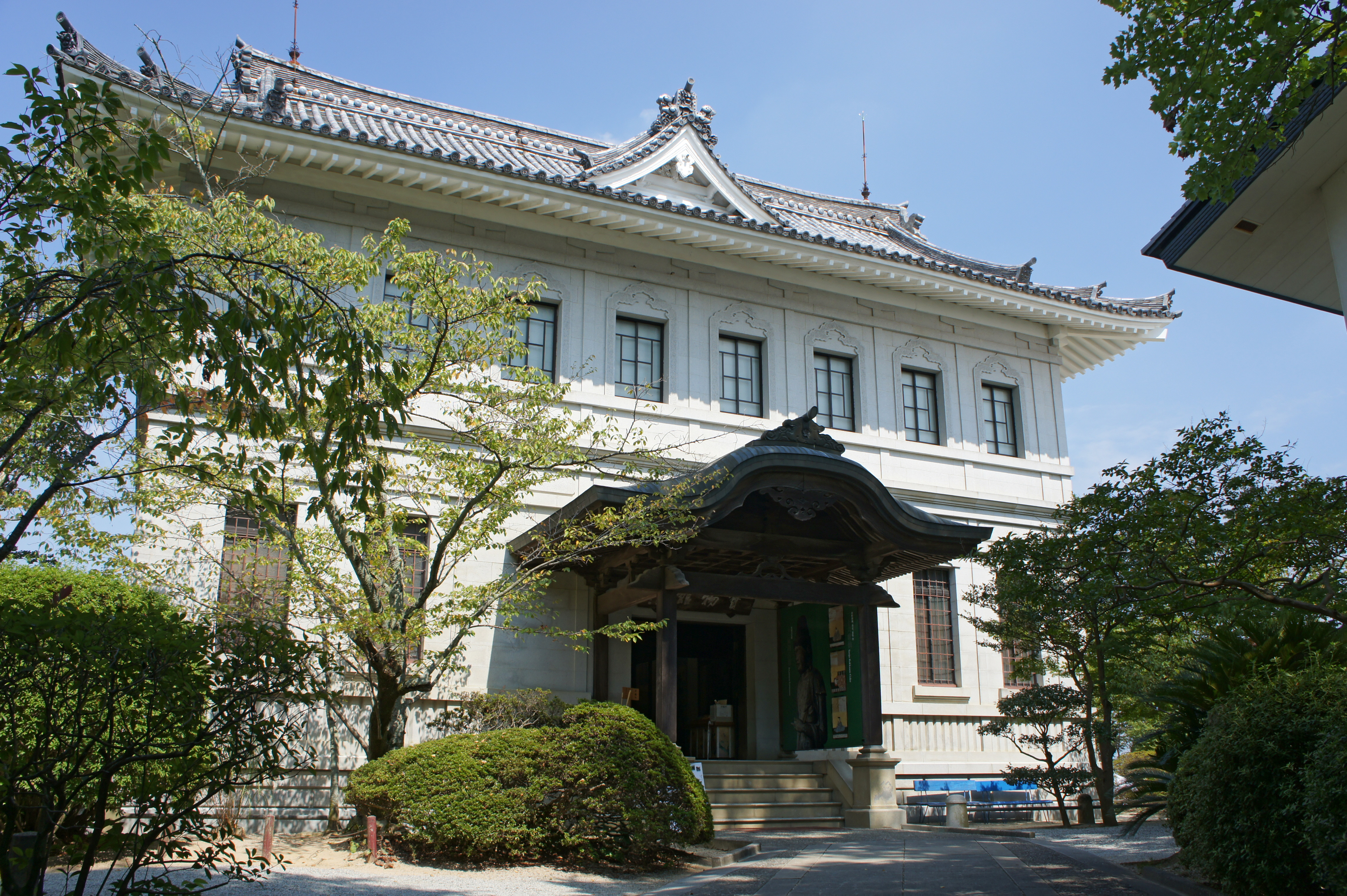
宝物館
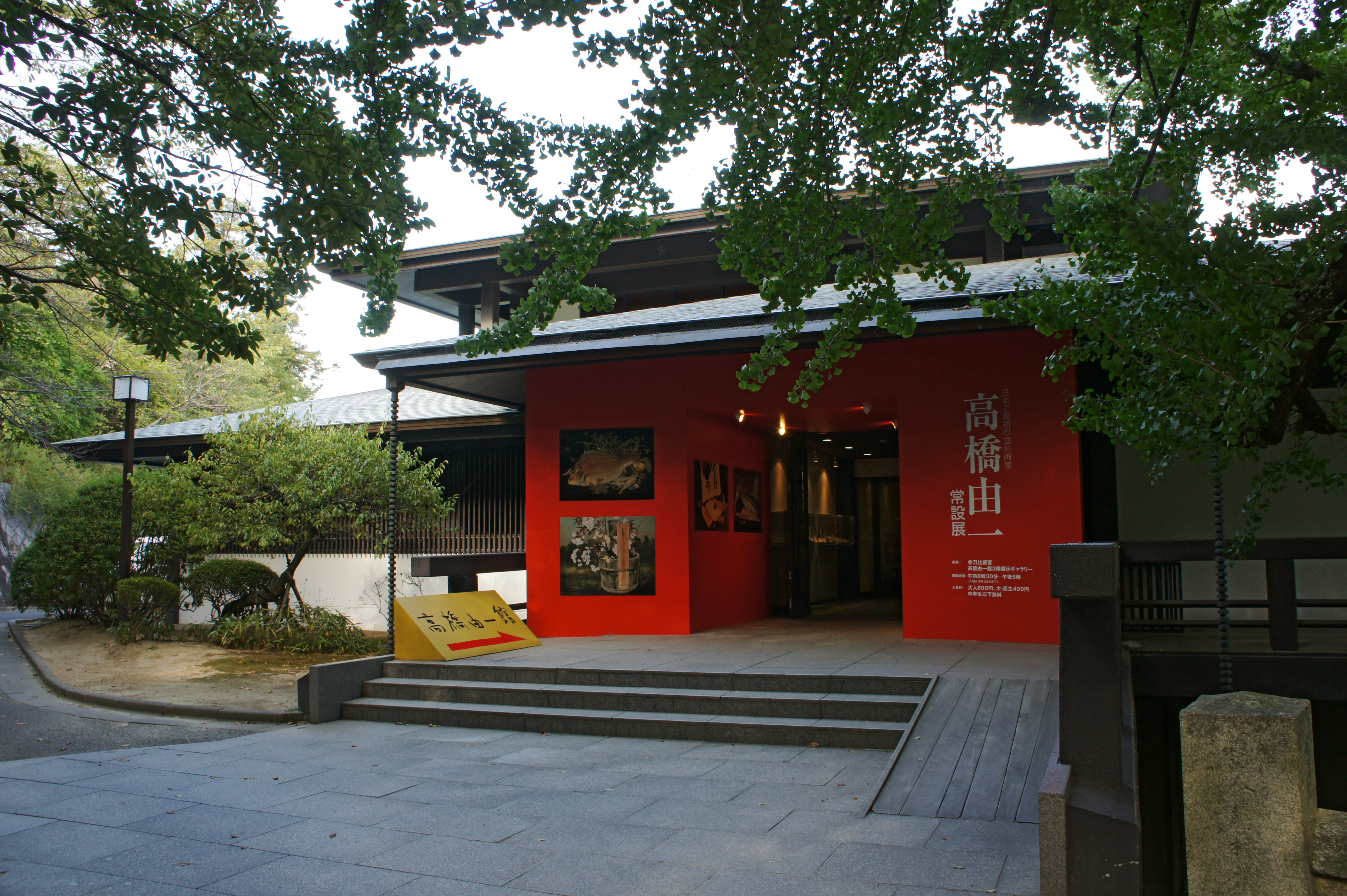
高橋由一館
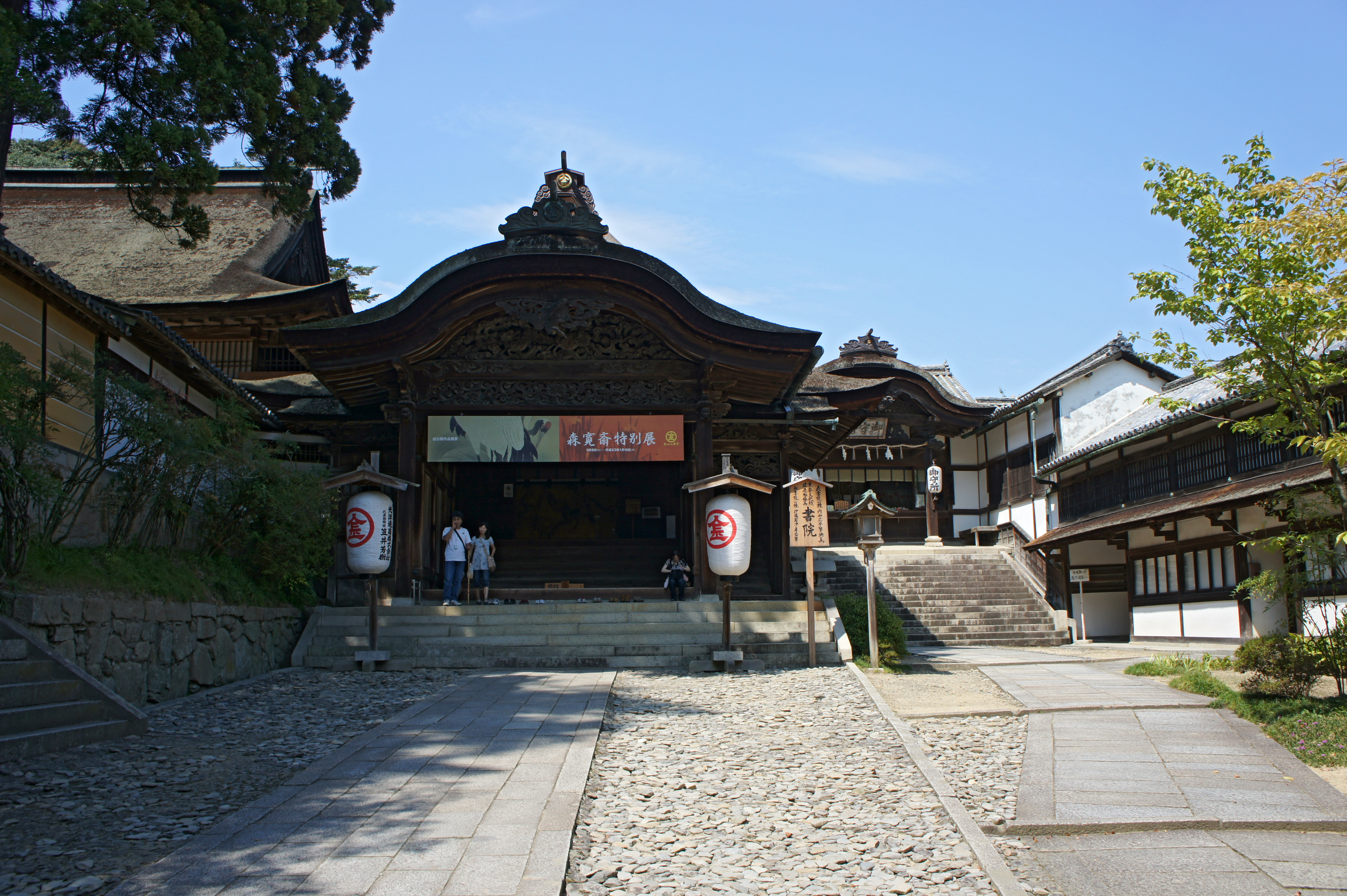
書院（重要文化財）
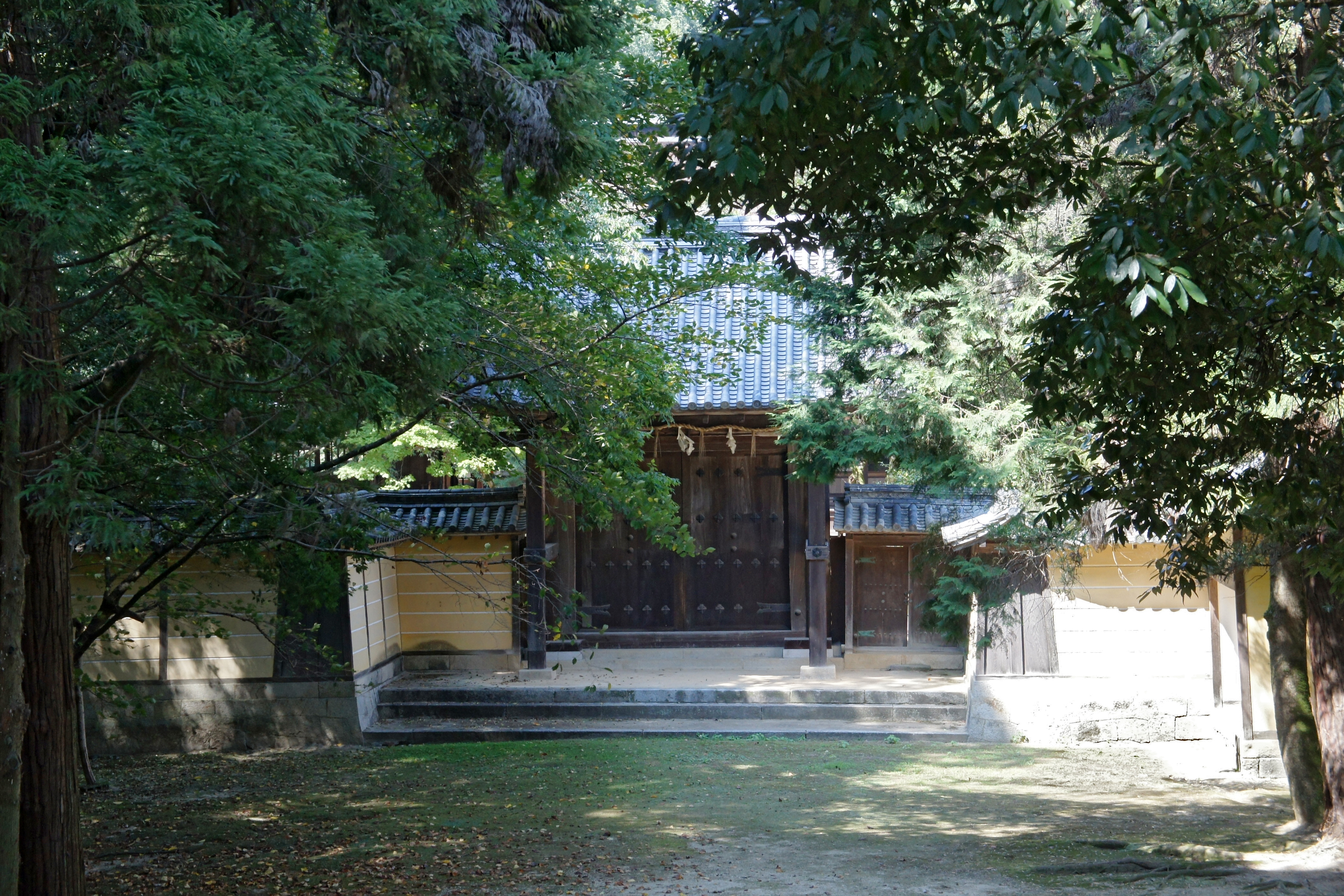
四脚門（重要文化財）
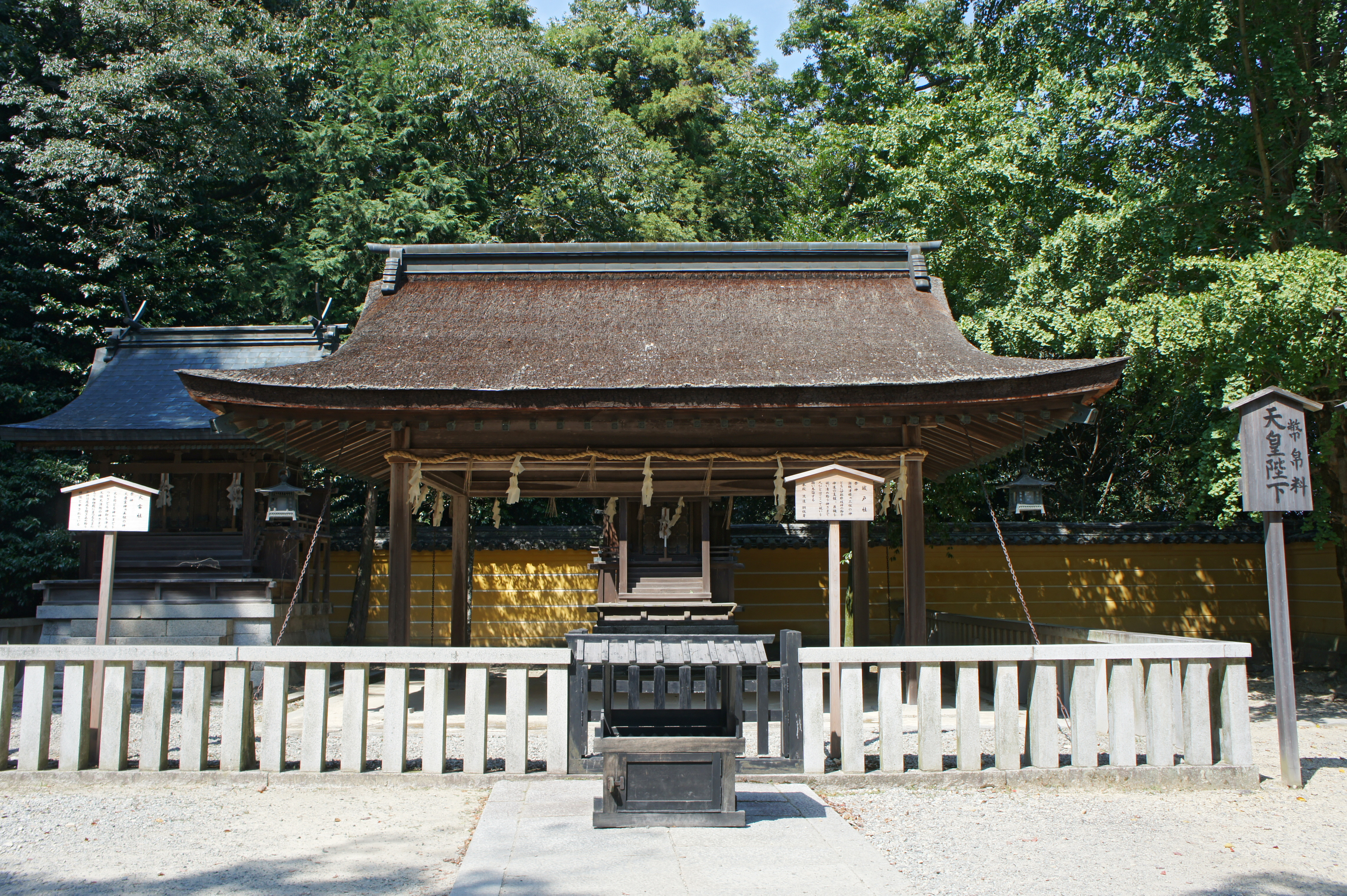
祓戸社
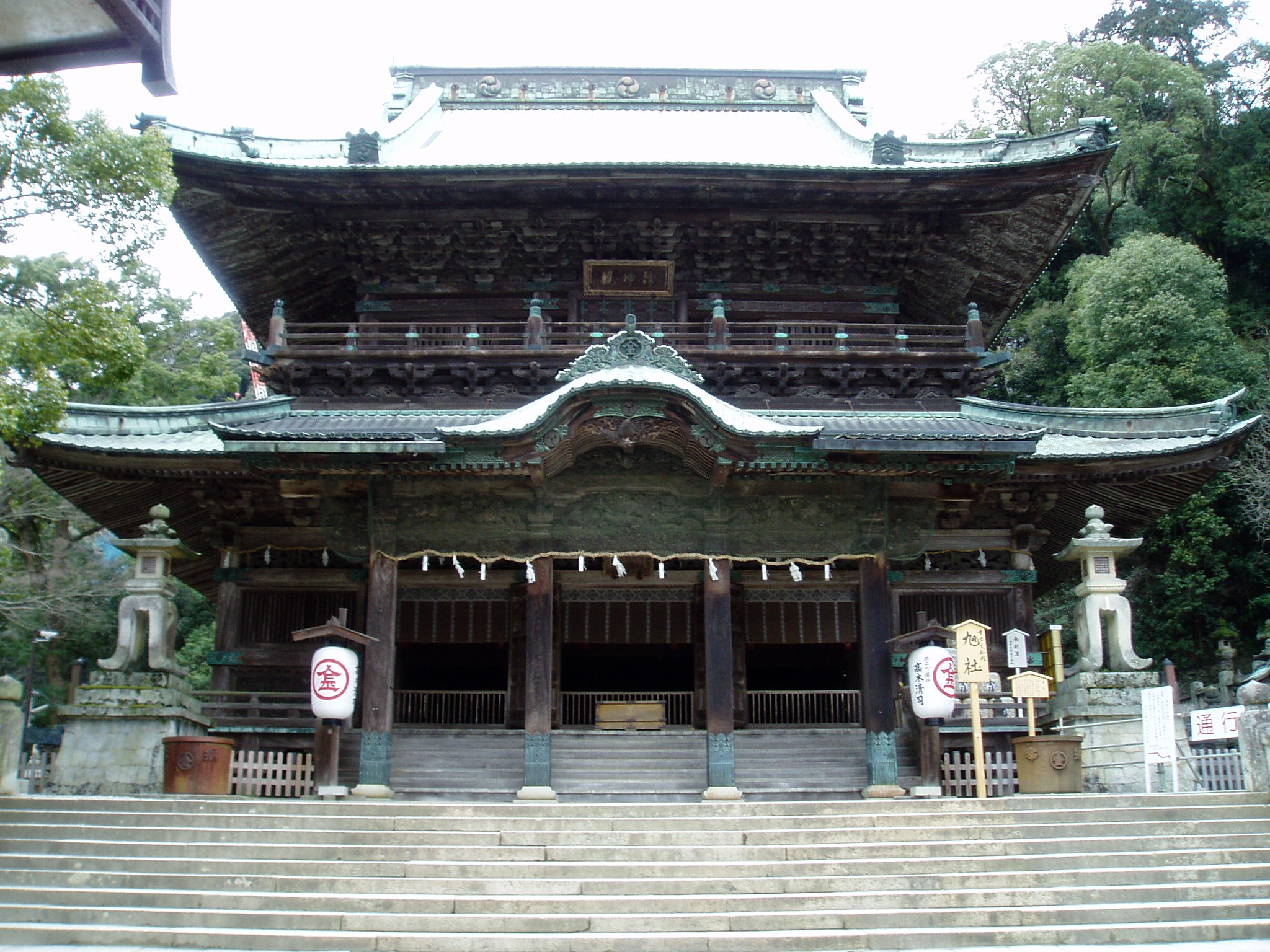
旭社（重要文化財）
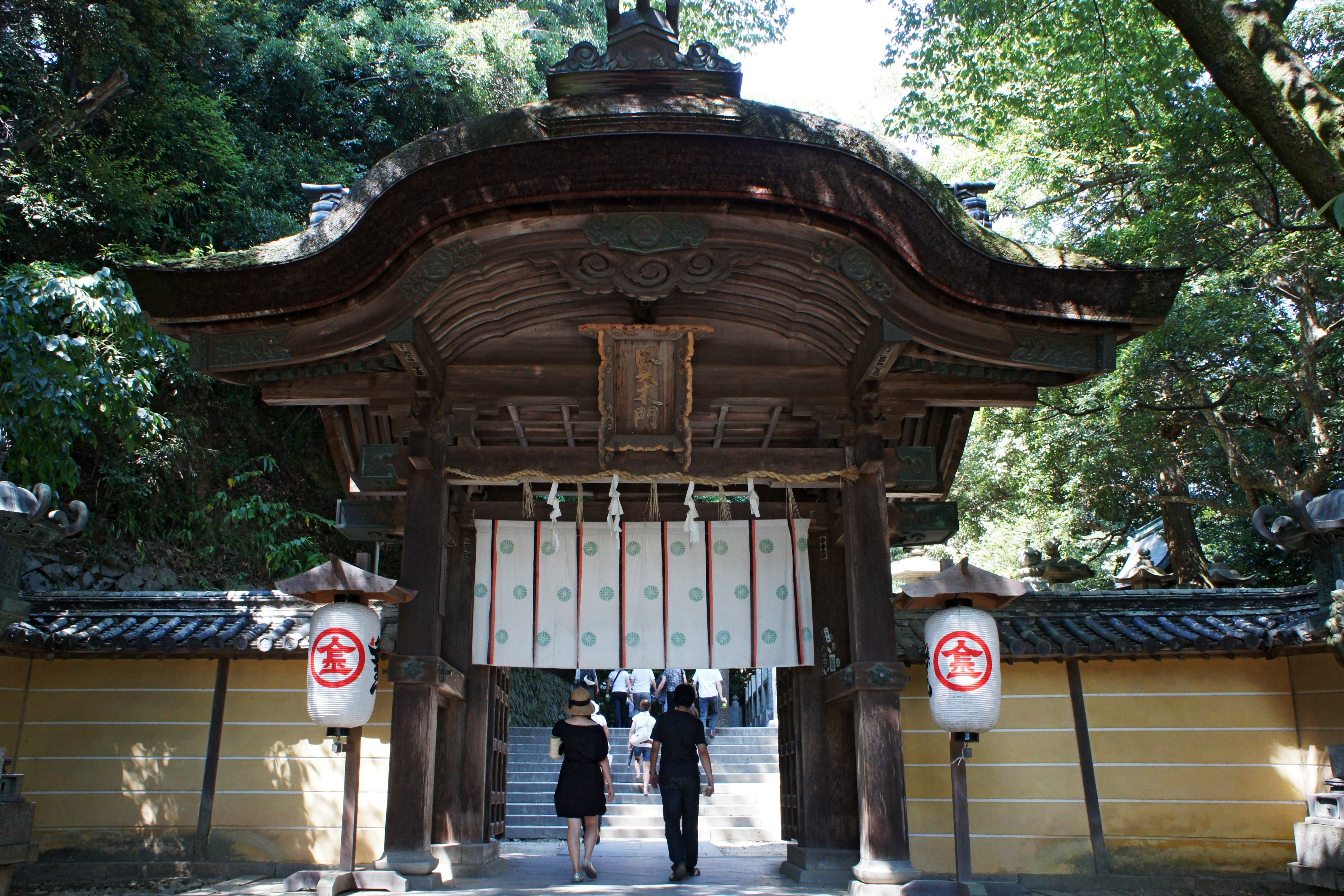
賢木門
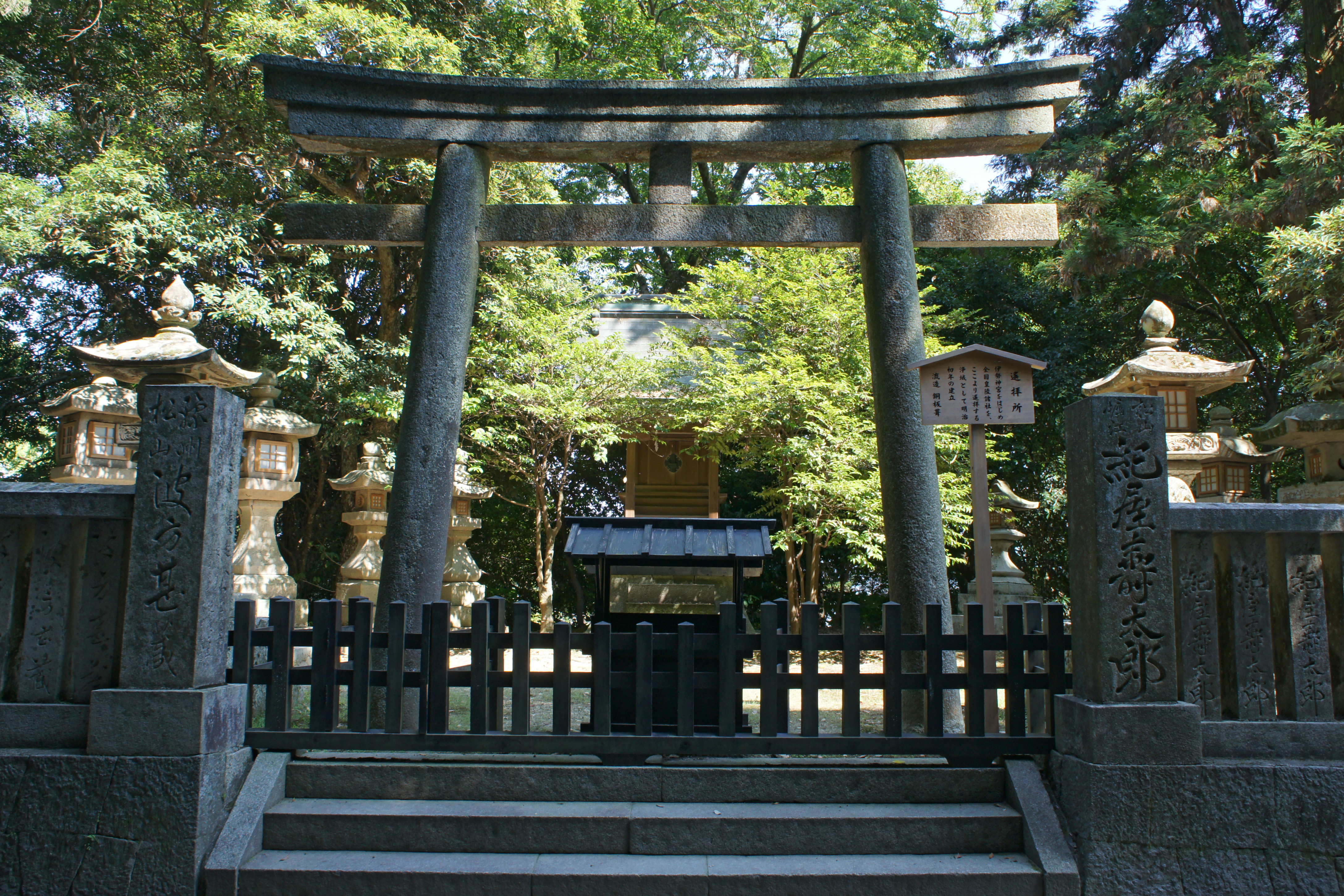
遙拝所
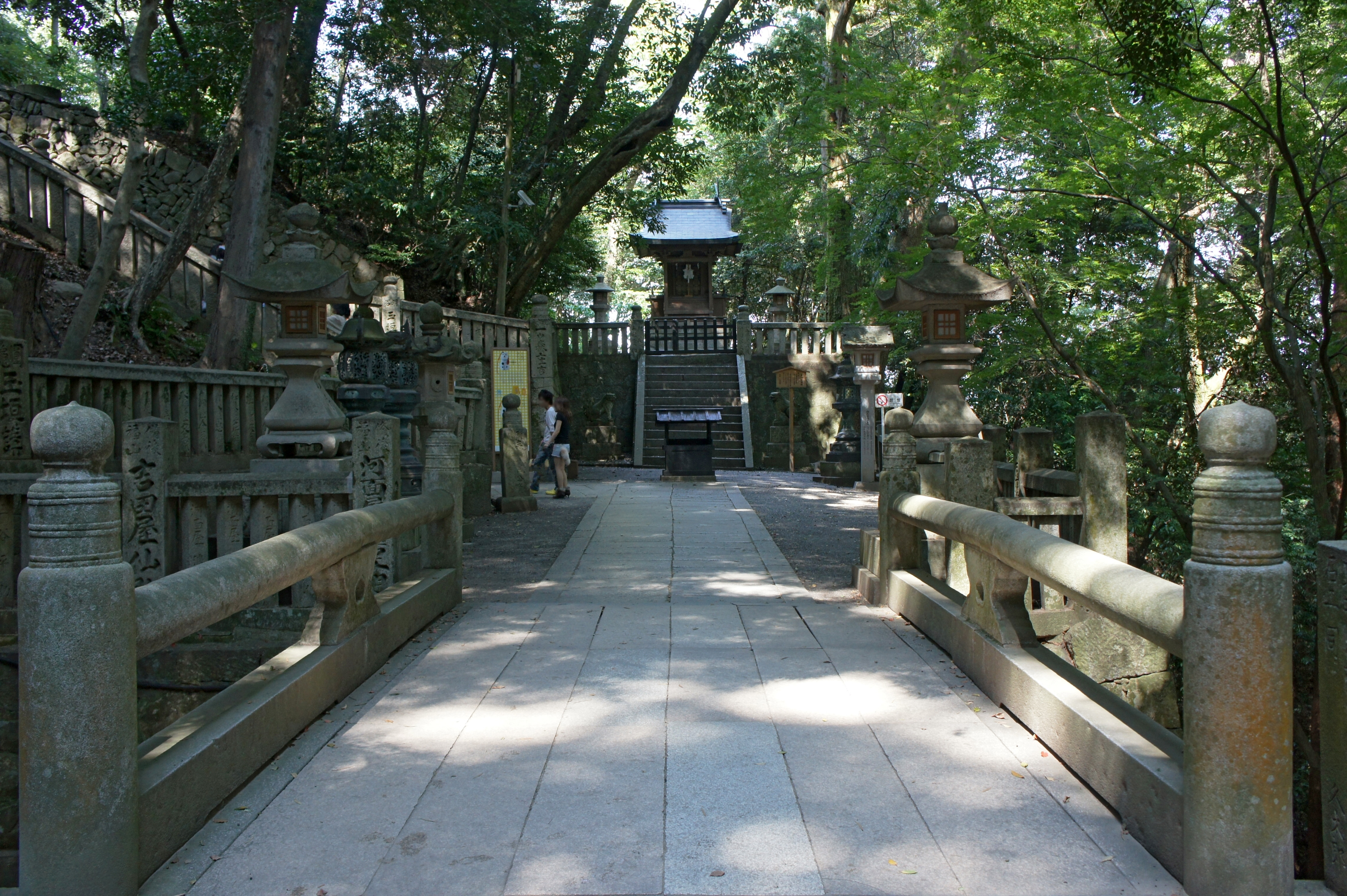
連籬橋、真須賀神社
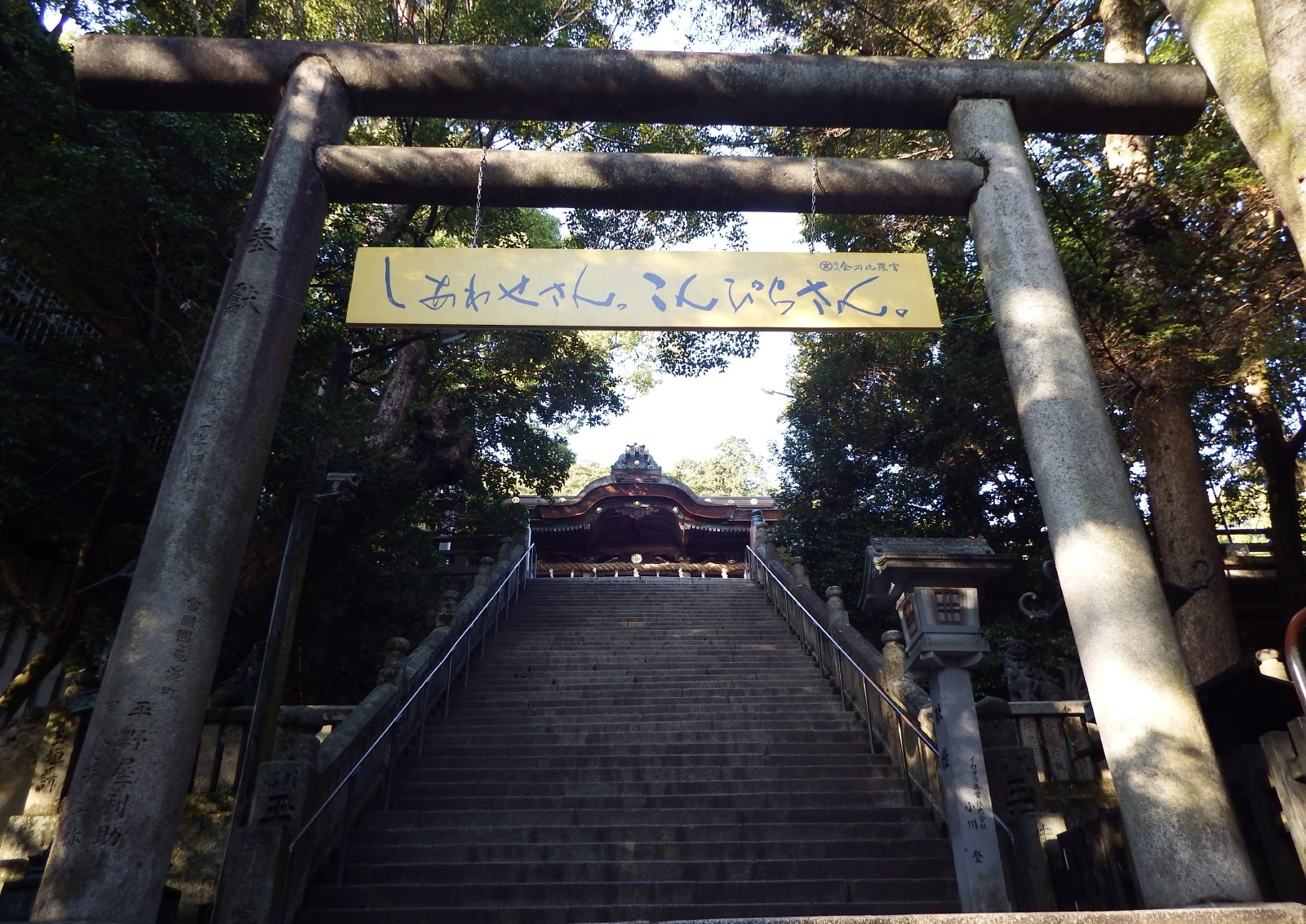
本宮は目前

### 本宮エリアからの下り
- 大山祇神社（祠）：本宮エリアからの下り石段の途中。流造。祭神は大山祇神。
- 旭社（重要文化財）：天保8年（1837年）に二万両の寄進で建てられた銅瓦葺の二層入母屋造の建物で高さ約18メートル、神仏分離以前は金堂であり薬師如来と十二神将を金毘羅大権現として鎮座していたが、現在の祭神は天御中主神、高皇産霊神、神皇産霊神で本宮を参拝した後に参拝する習わしである。全体に多くの美しい彫刻がなされ、そのあまりの豪華さに江戸時代に参拝した森の石松は本殿へ行かず、ここへの参拝のみで帰ってしまったと伝えられる。旭社に向かって右前にある雨水を溜める大きな鉄瓶に一円玉が浮かぶと願いが叶うという。
- 廻廊：旭社の向かい。1854年建立、1901年改築。約32メートル。

### 本宮エリアから山頂へ
本宮の神饌殿の右の北透垣の奥にある鳥居が上り口。
- 常磐神社（祠）：祭神は武雷尊、誉田和気尊。

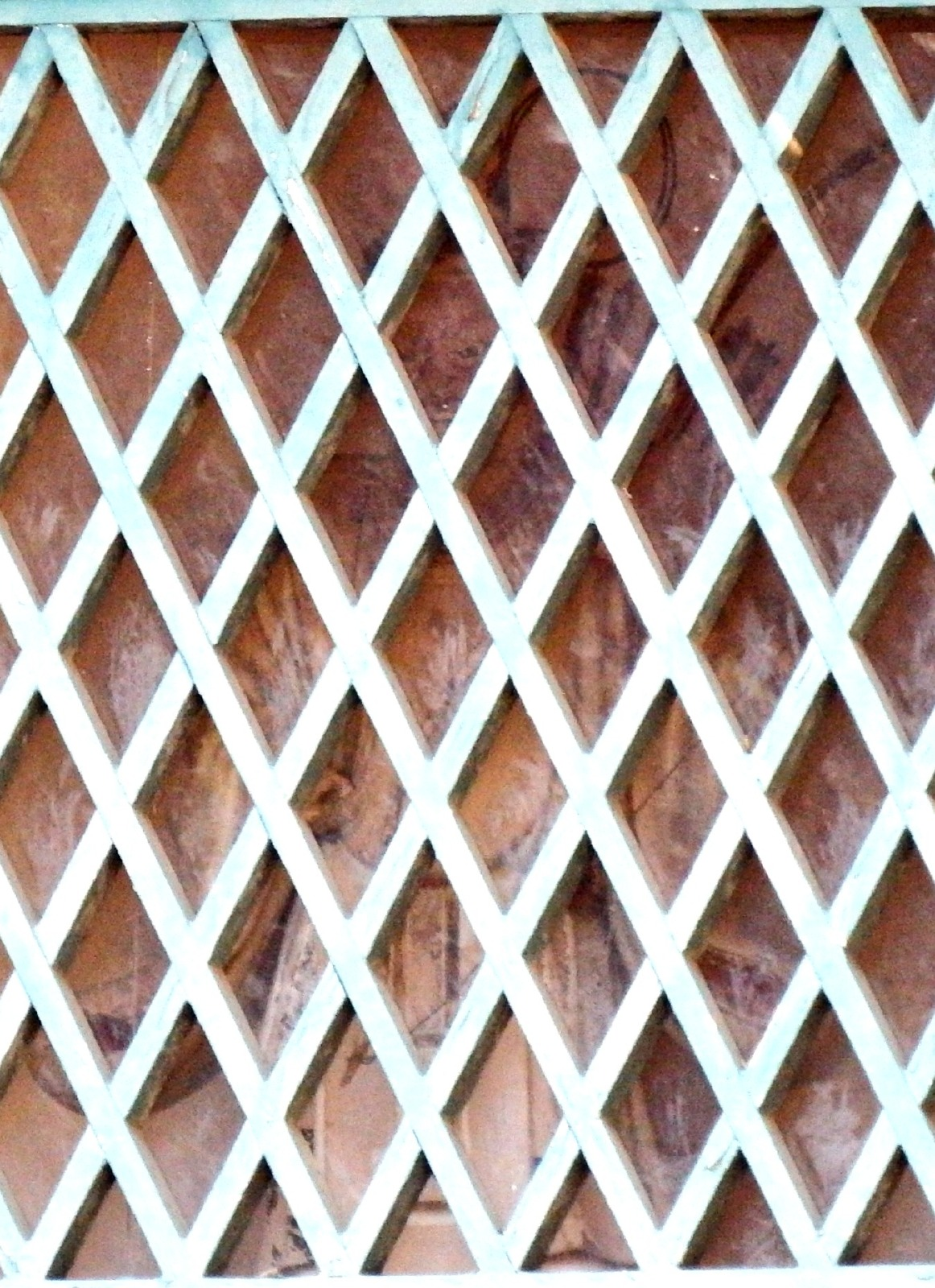
白峰神社の随身像

- 白峰神社（しろみねじんじゃ）[923段]：本殿に祀られている崇徳天皇の神社として坂出市の白峯寺にある頓証寺殿を1878年（明治11年）4月に白峯神社とし当社の摂社としていたが、1898年（明治31年）9月に白峯寺へ返還し、当地に新たに白峰神社を創建して崇徳天皇を祀った。
  - 本殿 ：1913年（大正2年）建造、流造。祭神は崇徳天皇、待賢門院、大山祇神。
  - 随身門：白峯寺頓証寺殿の勅額門から1898年（明治31年）に移された源為義・為朝像。
  - 拝殿：入母屋造
  - 御守所：ご朱印あり。
- 菅原神社（祠）：祭神は菅原道真命。
- 奥社・厳魂神社（いづたまじんじゃ）：[1368段]の石段を登りきった先に鎮座する。戦国時代の別当金剛坊宥盛（慶長18年1月6日没）を明治に入り厳魂彦命として祀った。
  - 本殿：檜皮葺・流造、1905年（明治38年）建立。
  - 向唐門：檜皮葺
  - 拝殿：檜皮葺・入母屋造
  - 御守所：ご朱印あり。
  - 威徳巖：社殿に向かって左の岩壁で天狗とカラス天狗の彫物が掛けてある。
- 龍王社（祠）：山頂にある。

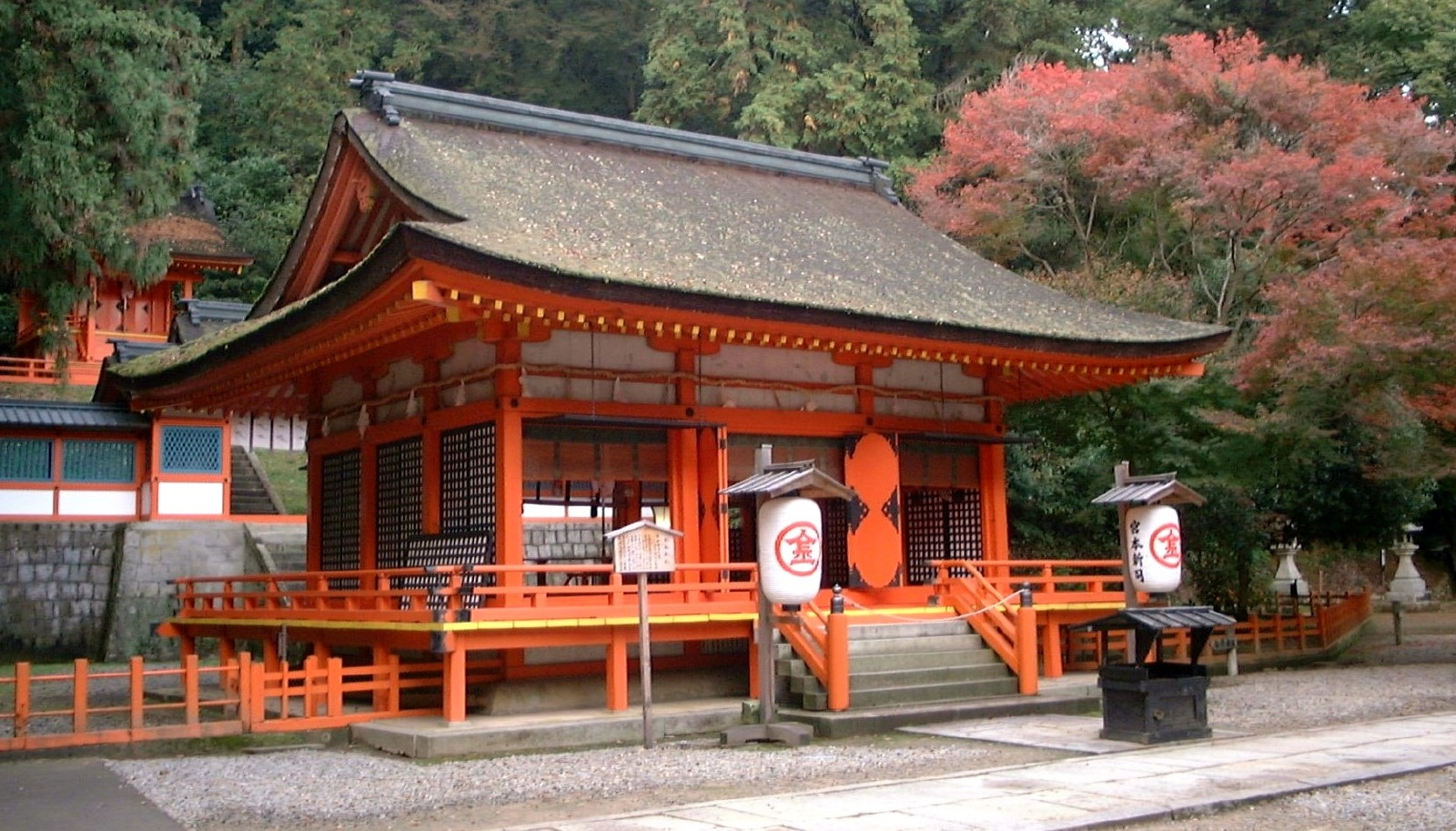
白峰神社拝殿
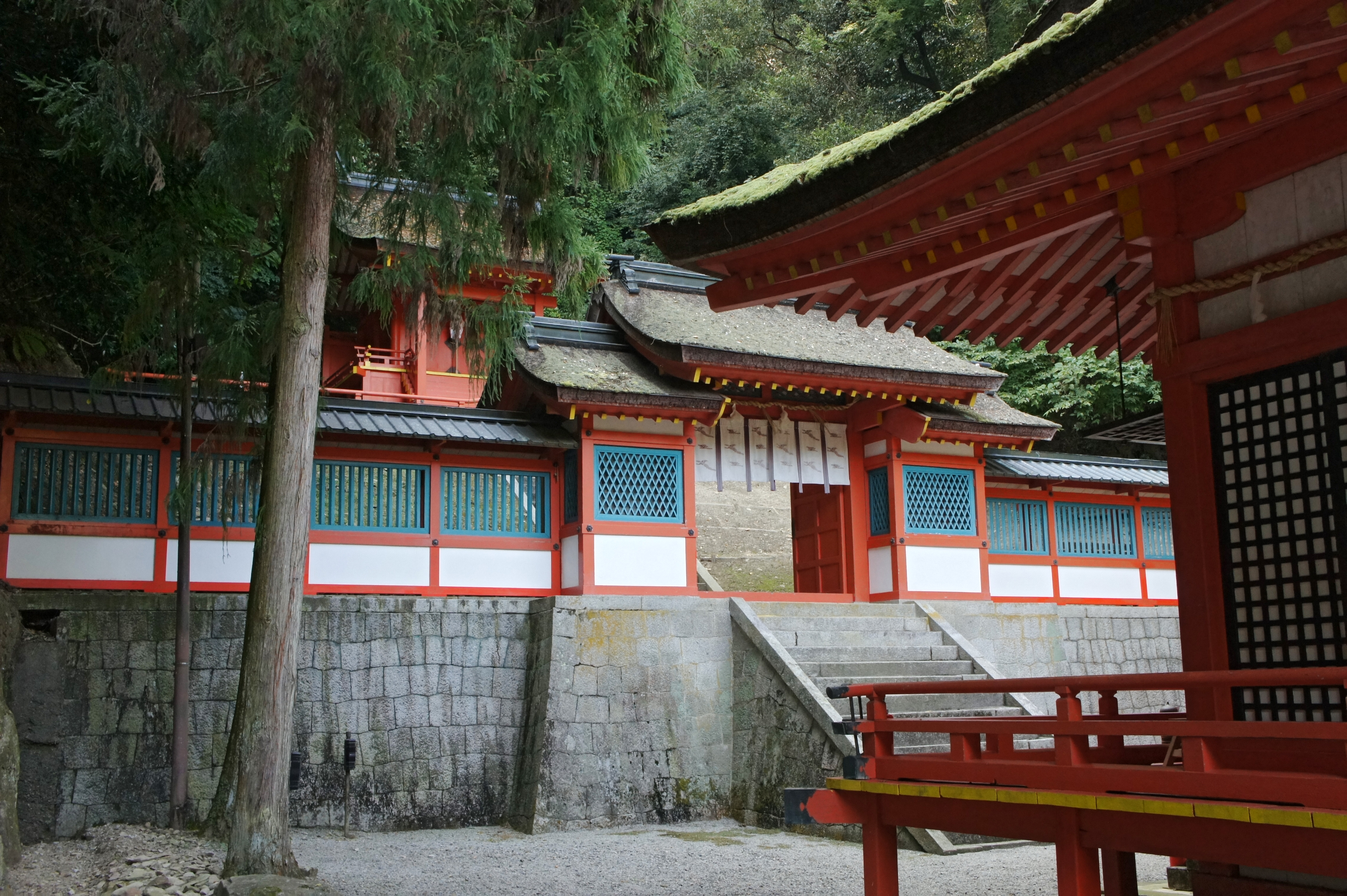
白峰神社本殿
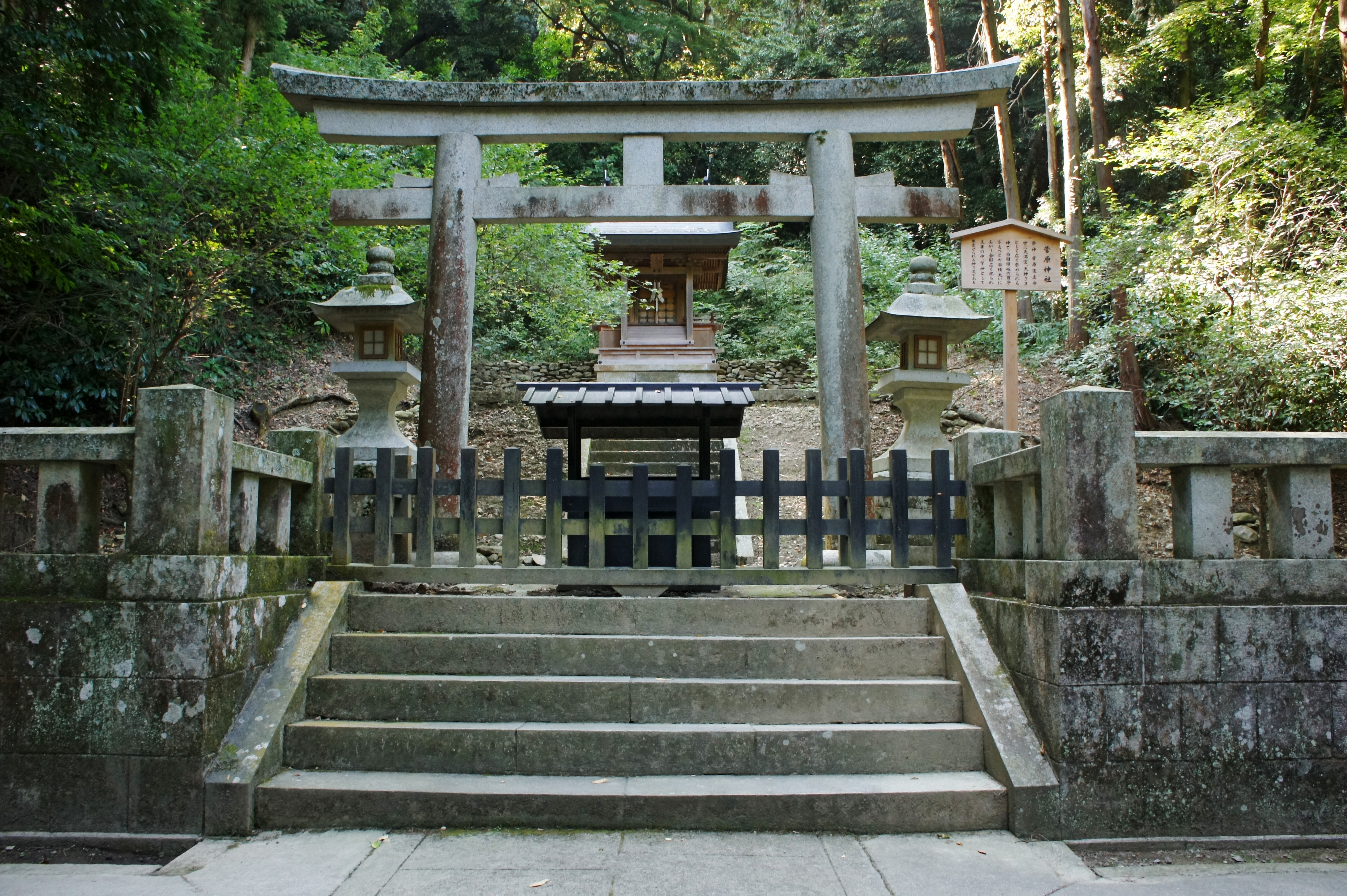
菅原神社
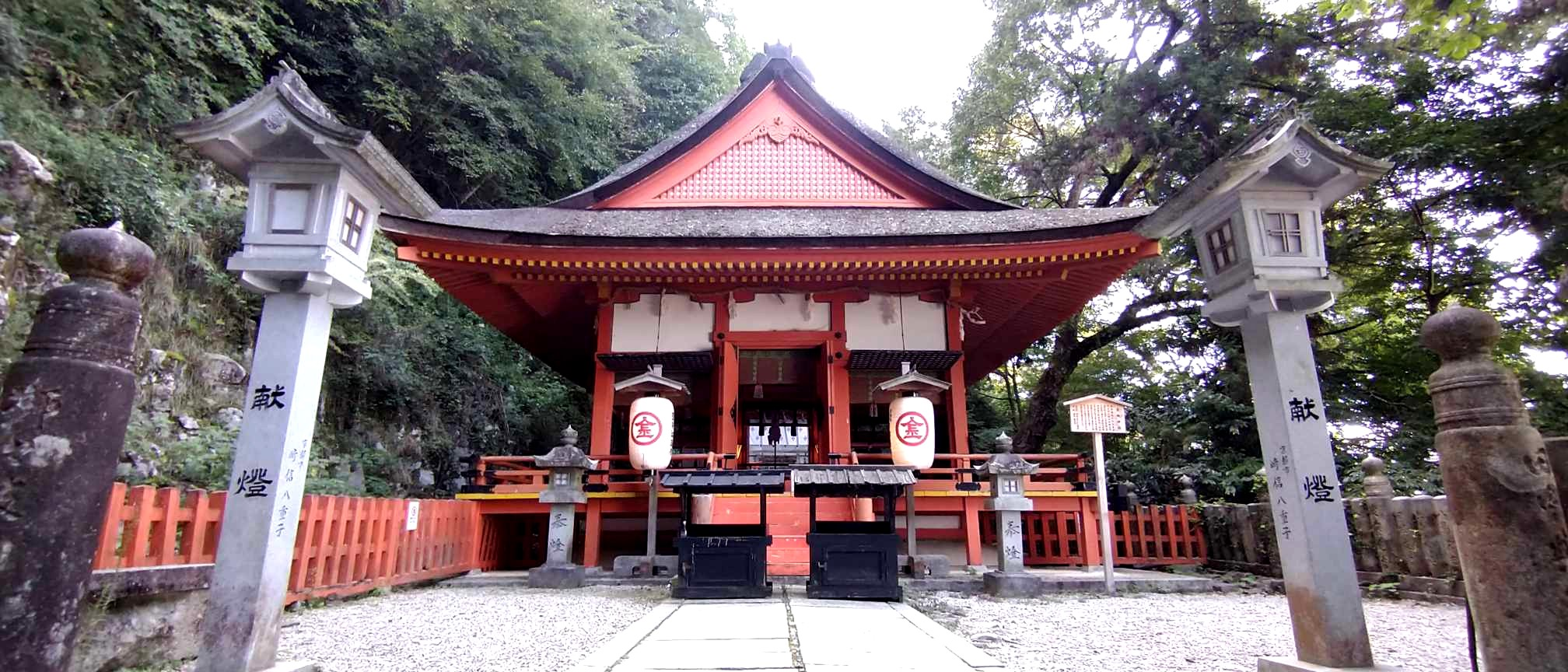
厳魂神社拝殿
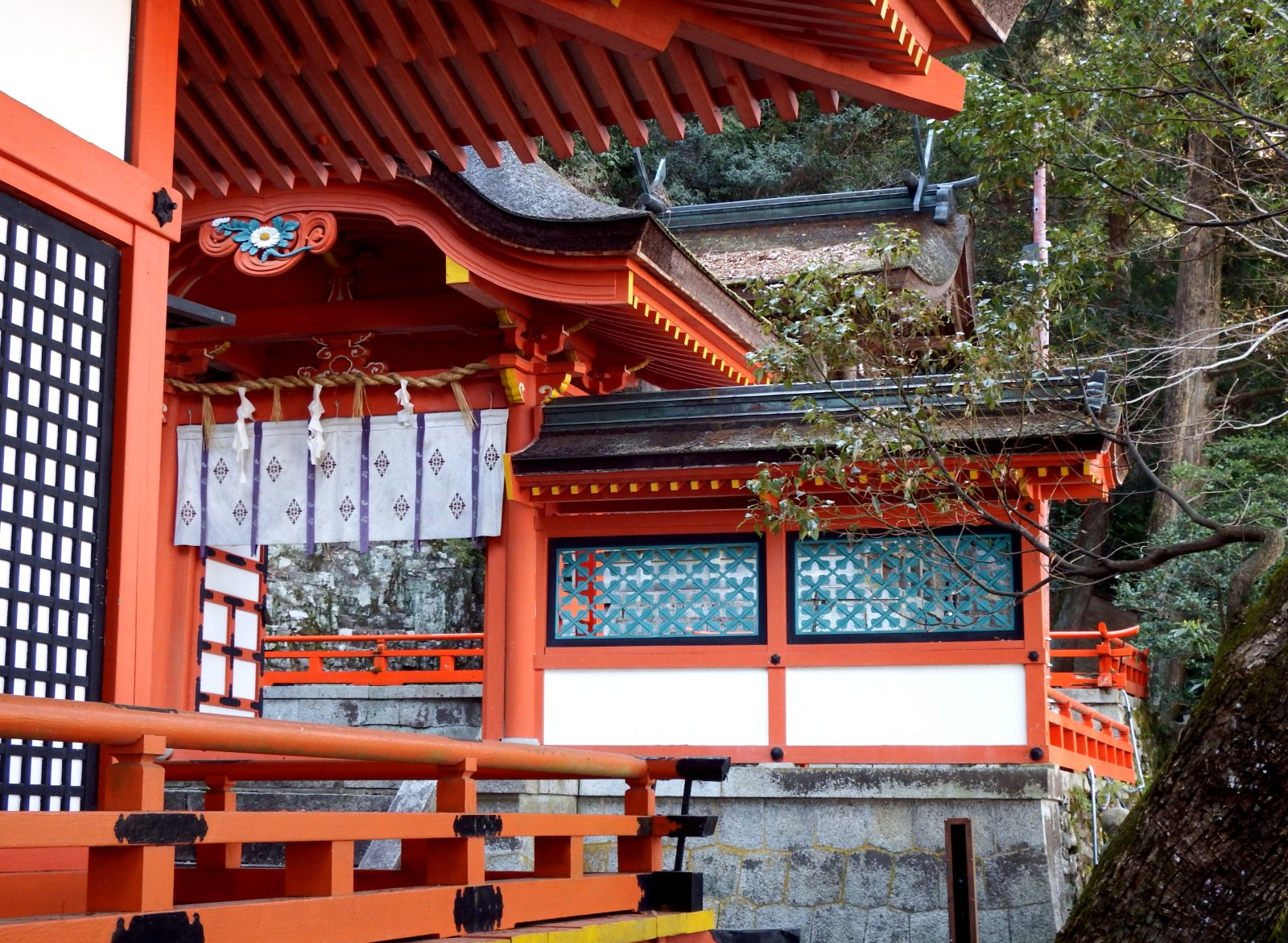
厳魂神社向唐門と本殿
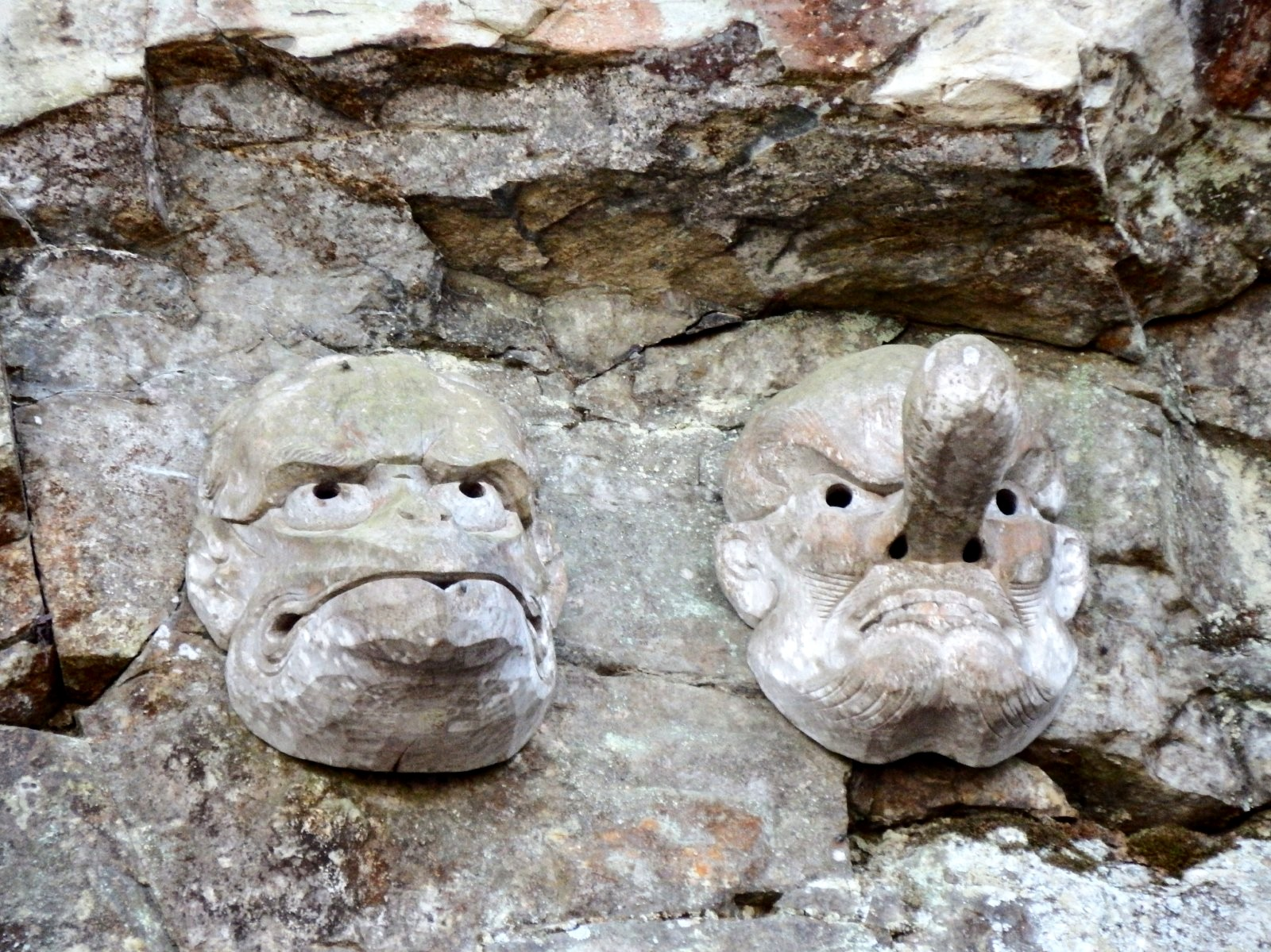
天狗とカラス天狗
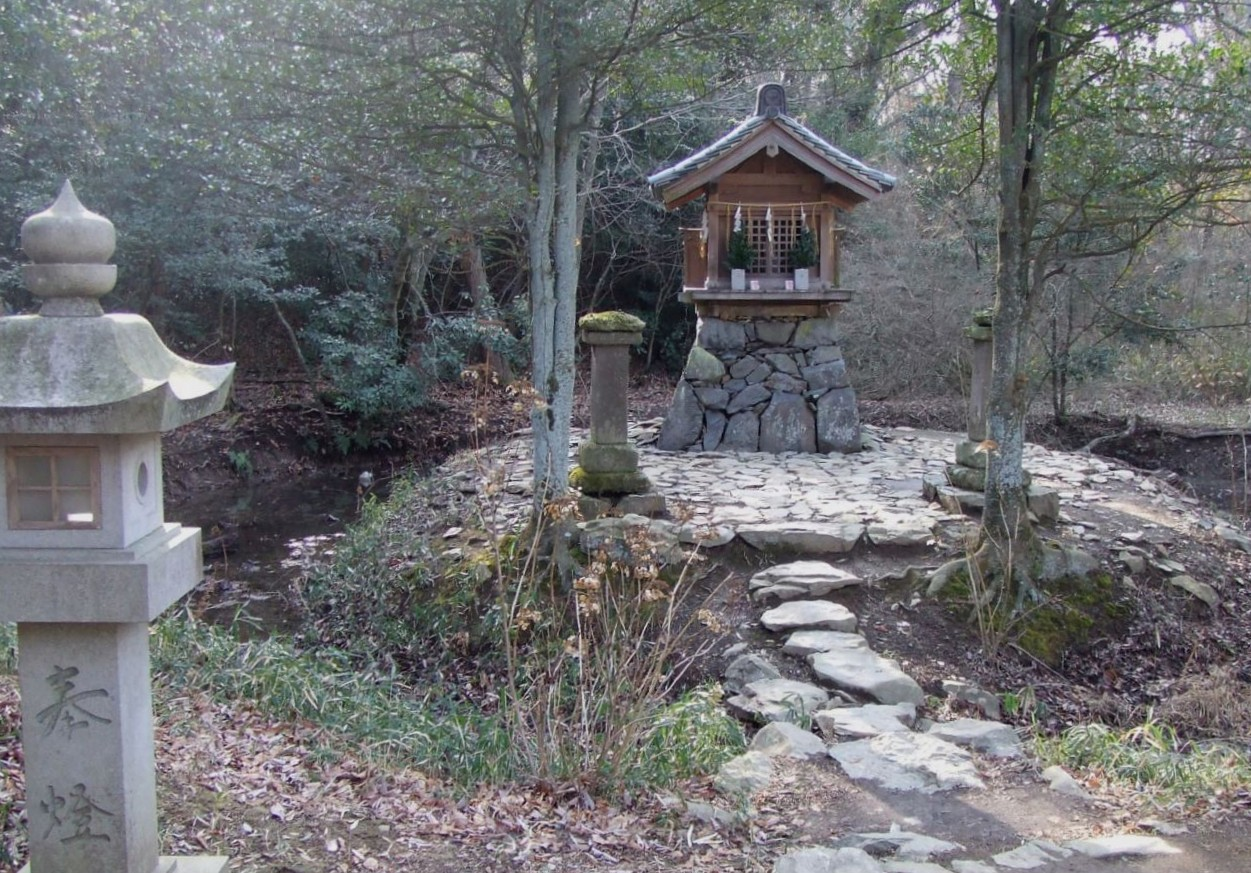
山頂の龍王社

### 句碑・歌碑

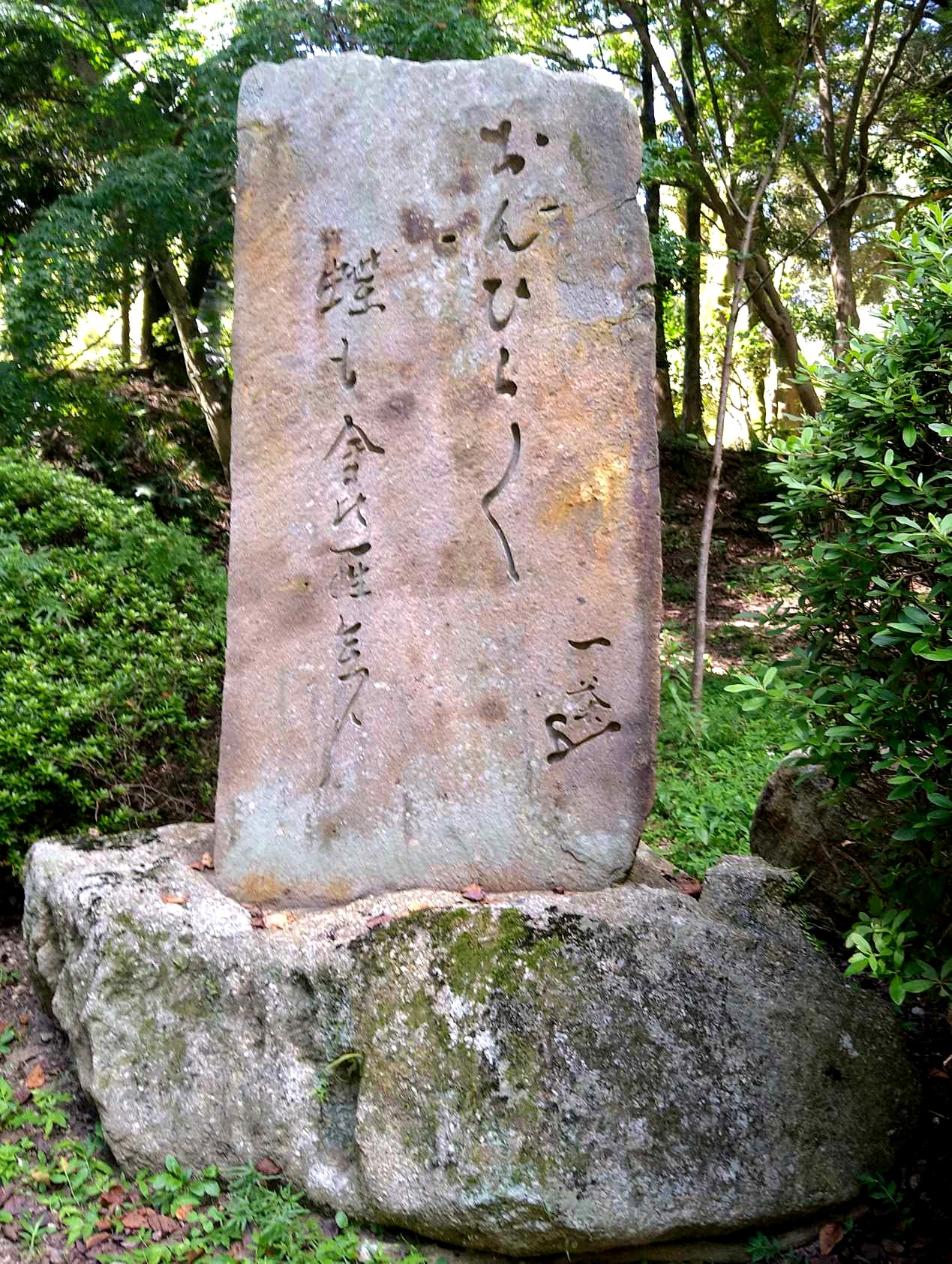
小林一茶の句碑

- 小林一茶「おんひらひら 蝶も金毘羅参哉」：桜ノ馬場から宝物館への角にある[注 18]。
- 北原白秋「守れ権現夜明けよ霧よ山はいのちのみそぎ場所」：奥社への眞井の橋を渡った所にある。
- 吉井勇「金刀比羅の宮はかしこし 船ひとか流し初穂をさゝくるもうへ」：裏参道の宝物館裏を少し下った所にある。
- 入江為守「あまねくもふりわたらむ神のます ことひら山のゆふたちの雨」：裏参道の時雨岡にある。
- （境外）与謝蕪村「象の眼の笑いかけたり山桜」：琴平公会堂にある。

## 周辺の関連項目
- 門前街：門前町の琴平町には多くの土産物屋が並ぶ。参道は江戸時代には「金毘羅街道」と呼ばれ多くの燈篭が備えられ、丸亀や多度津の港は参道口として栄えた。

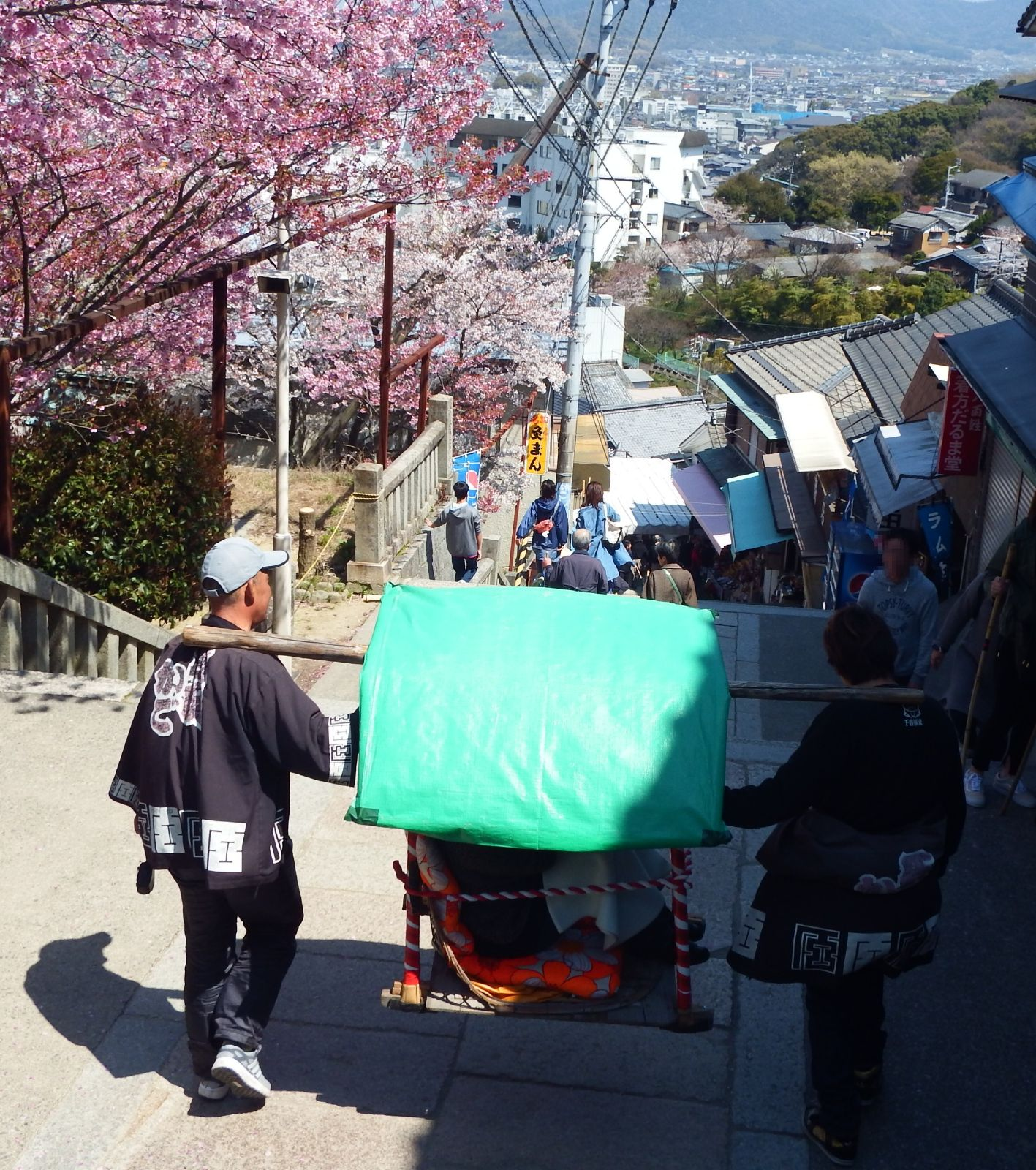
駕籠タクシー

- 駕籠タクシー：一之坂鳥居前から大門まで有料で参詣客を送迎していた。担ぎ手の後継者がいないことから、2020年（令和2年）1月をもって廃止された[36][37]。
- 鞘橋（登録有形文化財）：門前の金倉川に架かる橋。銅葺唐破風の屋根がかかるアーチ式の木造橋で、刀の鞘のように反った形から鞘橋と呼ばれる。洪水で何度も架け替えられ、現在の橋は明治2年（1869年）に阿波国鞘橋講中により寄進された。例大祭の時のみ用いられる。
- 高燈篭：琴電琴平駅の隣に建つ。1860年完成で、高さ約27メートル（重要有形民俗文化財 1979年5月21日指定）。[38]
- 旧金毘羅大芝居（重要文化財）：金丸座とも呼ばれ、天保7年（1836年）参道近くに建てられた、現存する日本最古の芝居小屋で、今も毎年春に「四国こんぴら歌舞伎大芝居」として歌舞伎が公演される。
- 海の科学館（琴平海洋博物館）：参道22段目を左に入るとすぐ。海や船と触れ合う展示館。
- 金陵の郷：琴平の酒蔵である金陵が参道に面し設けた日本酒の資料館で、江戸時代の酒造りに用いられた道具などを見ることができる。
- カフェ＆レストラン神椿：資生堂パーラーがプロデュースし、株式会社神椿が運営。木馬舎の右脇からすぐ下にある。
- 裏参道：宝物館の脇から石段のない閑静な道が続く。
- 神苑：表参道と裏参道の間の区域を散策することができ鏡池などがある。金刀比羅本教総本部の前から入る。
- 金毘羅街道（旧伊予土佐街道 ）：当時は、土佐・伊予と讃岐をつなぐ唯一の街道であった。このため幕末には坂本龍馬、中岡慎太郎などの脱藩者が丸亀に抜け上方へ出て行ったという。また、逆に幕府に追われた高杉晋作が、下記の牛屋口から伊予国境を抜け川之江から船で長州に逃れたという。
- 牛屋口（うしやぐち）：象頭山南側にあり、当社の南の入口で鳥居や燈篭などがあり観光用として坂本龍馬像がある。一説によると、巡見使や殿様の代わりに参詣する使者が通ったので「お使者口」と云っていたという。当社への街道として、また主要道路であった時期には繁栄しており、多くの石燈篭にも大正末期頃まで明かりが灯っていた。しかし、新しい国道などが町内を通ると共に衰退し、石燈篭の一部を盗まれるなど、荒廃が進み、現在では鳥居や石燈篭を残すのみとなり、「峠の茶屋」（藁葺き小屋）は使用されていない。ここが参拝に使われるのは、地元の人が正月にわずかに通るのみである。ここから神社までの街道途中に広谷墓所があり、代々の別当職が眠る墓が建てられている。なお、この先には保全のための本宮エリアまで通じる道路（管理者も駐在し一般者は通行不可）やレストラン神椿まで行ける道路（利用者のみ通行可）がある。
- 香川県道207号琴平停車場琴平公園線：表参道のうち、石段の手前までが属している。

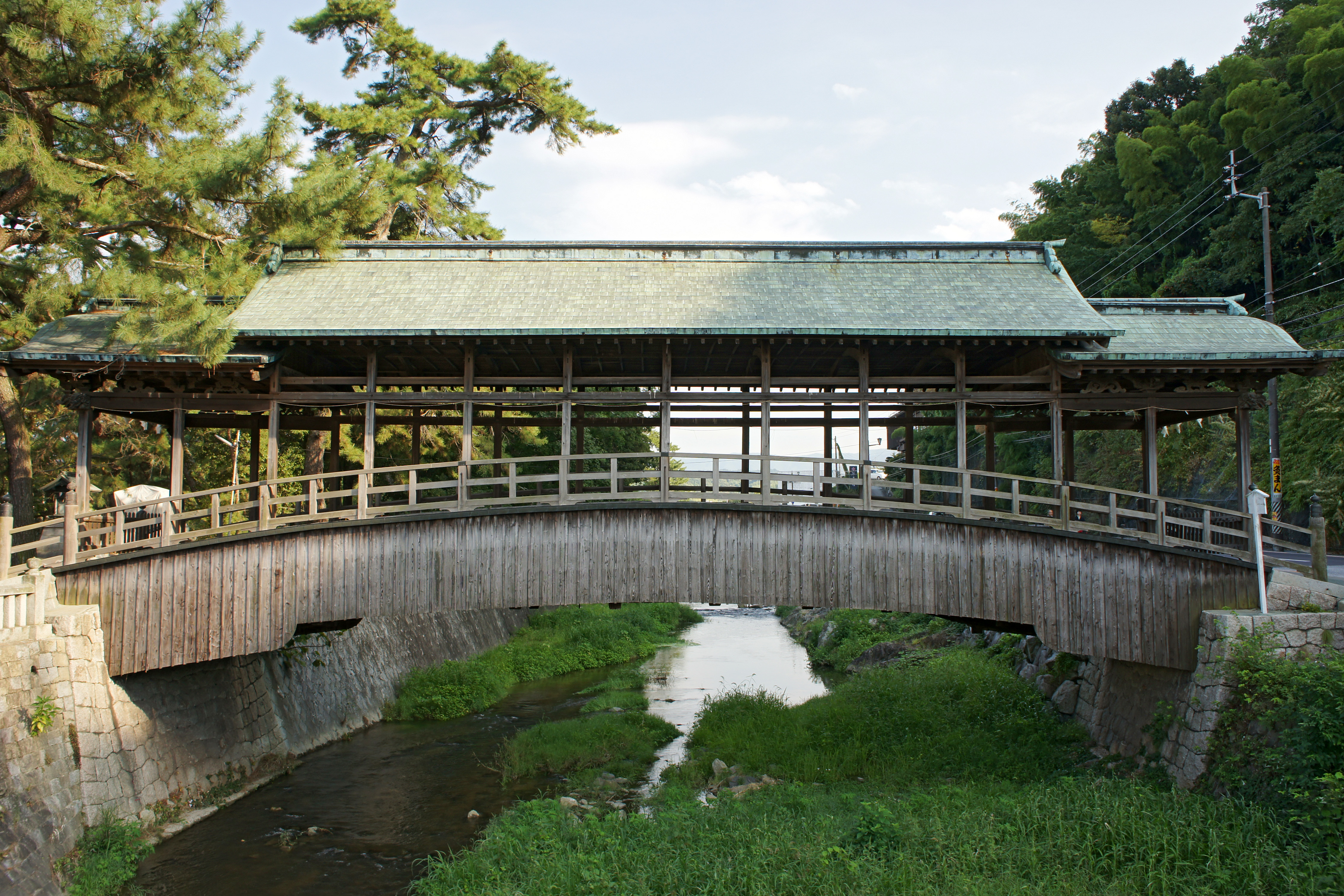
鞘橋
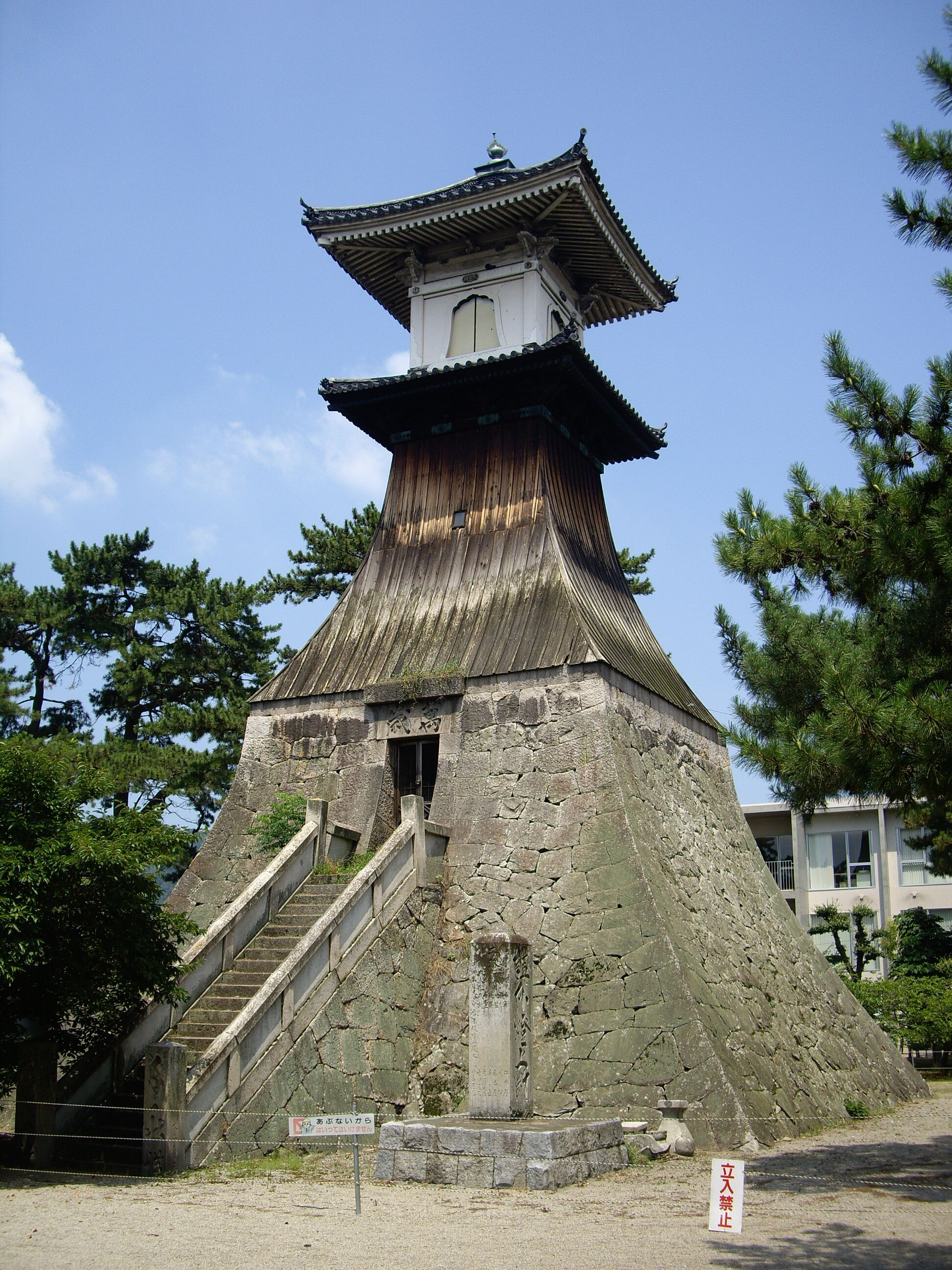
高燈篭
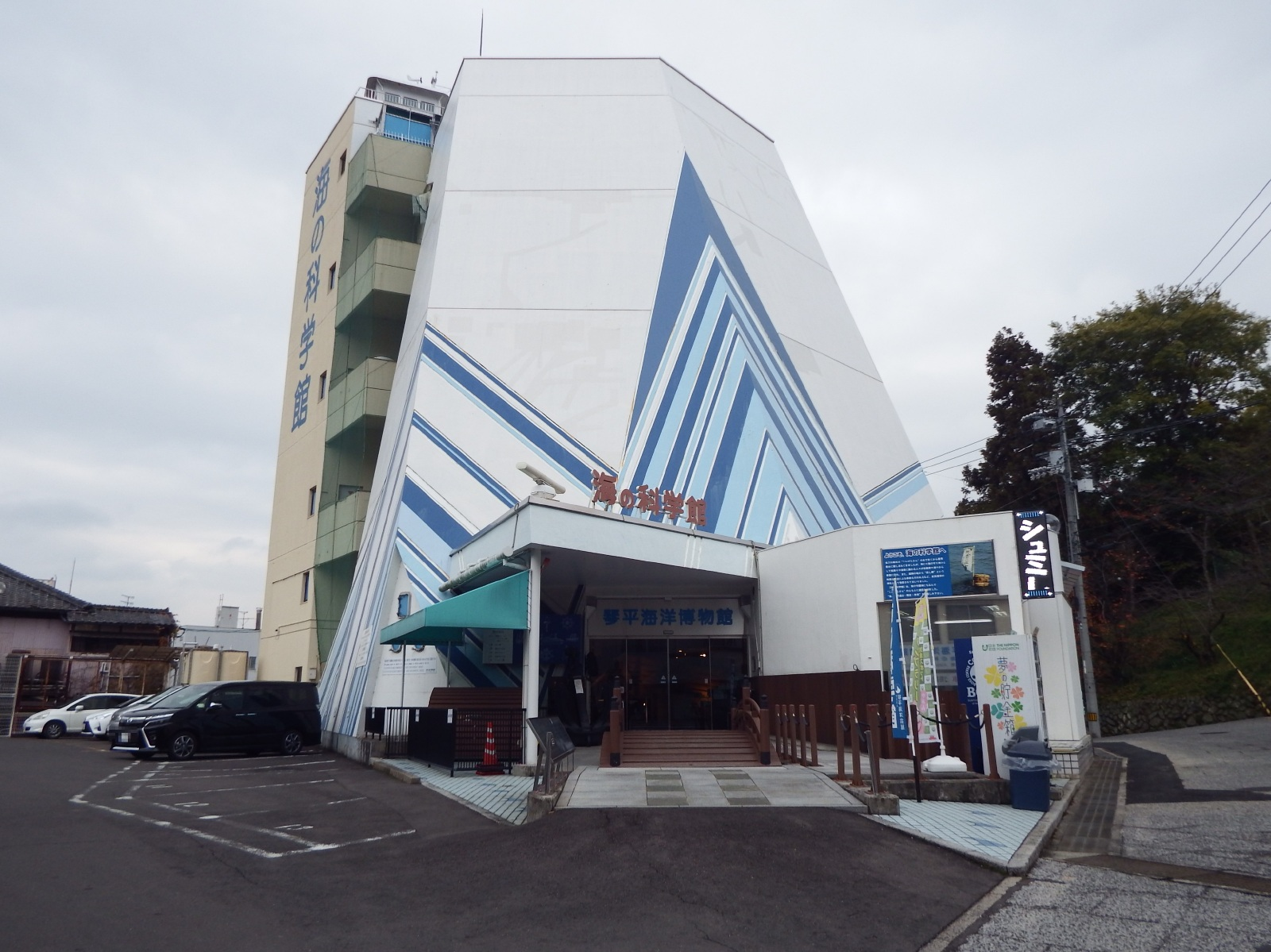
海の科学館（琴平海洋博物館）
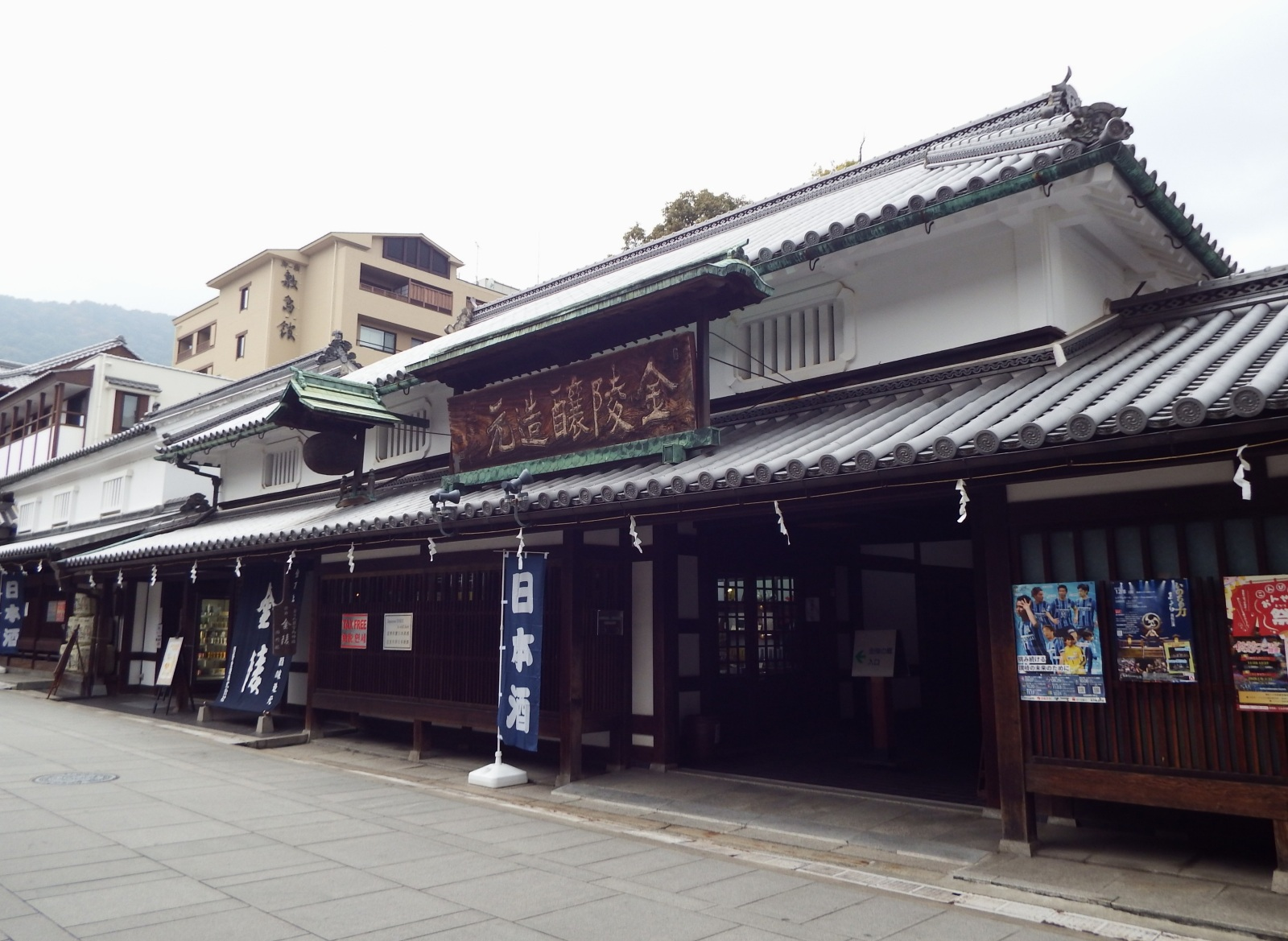
金陵の郷
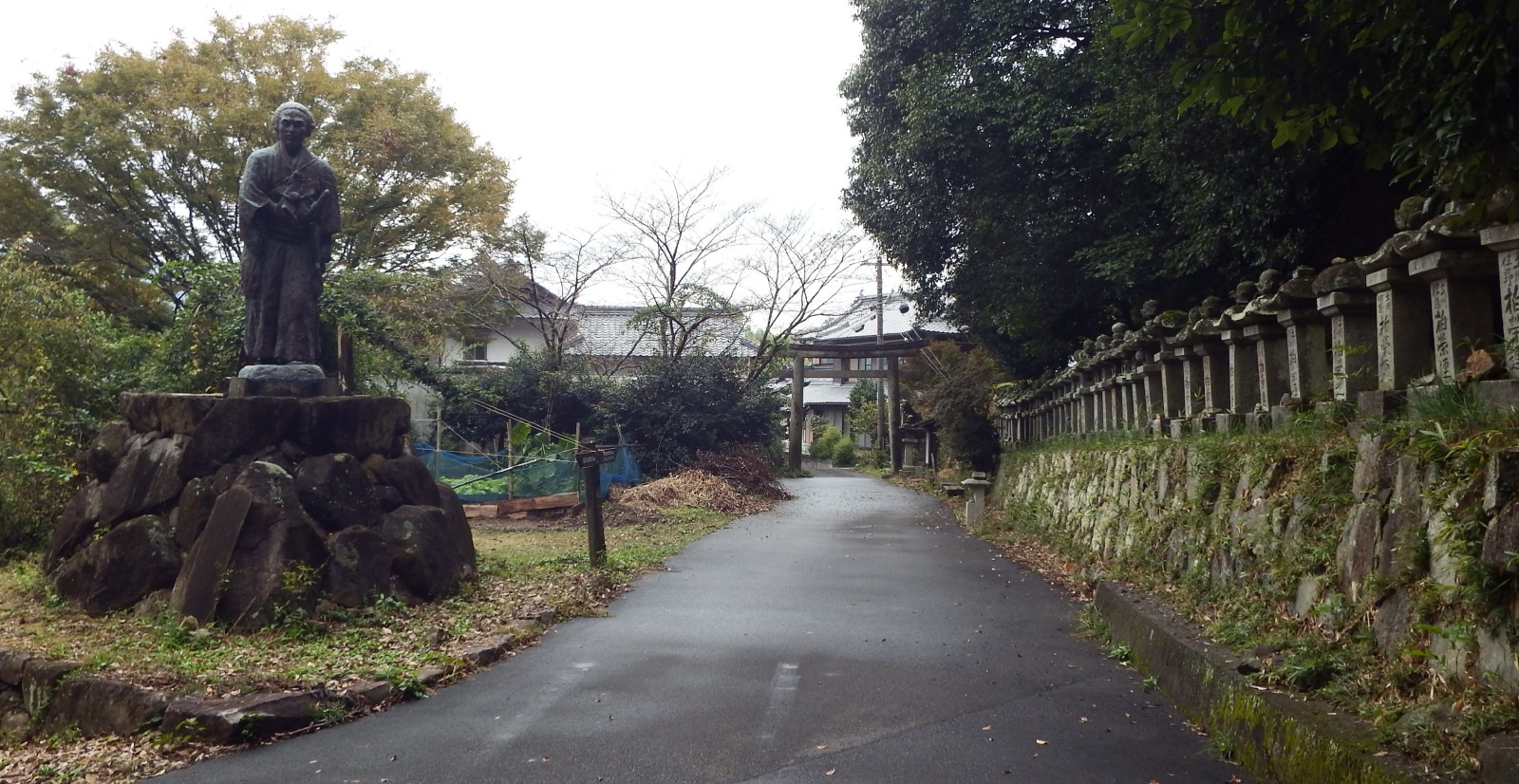
牛屋口

## 文化財

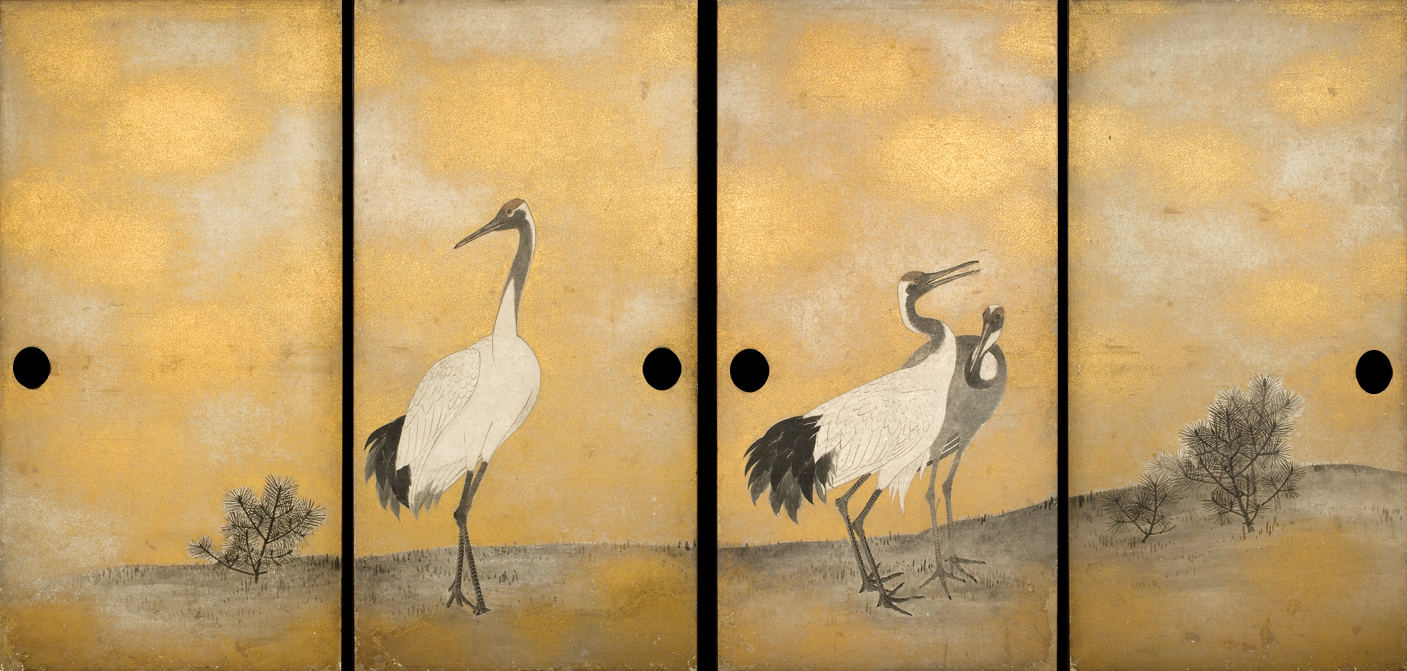
遊鶴図（円山応挙筆、17枚のうち）

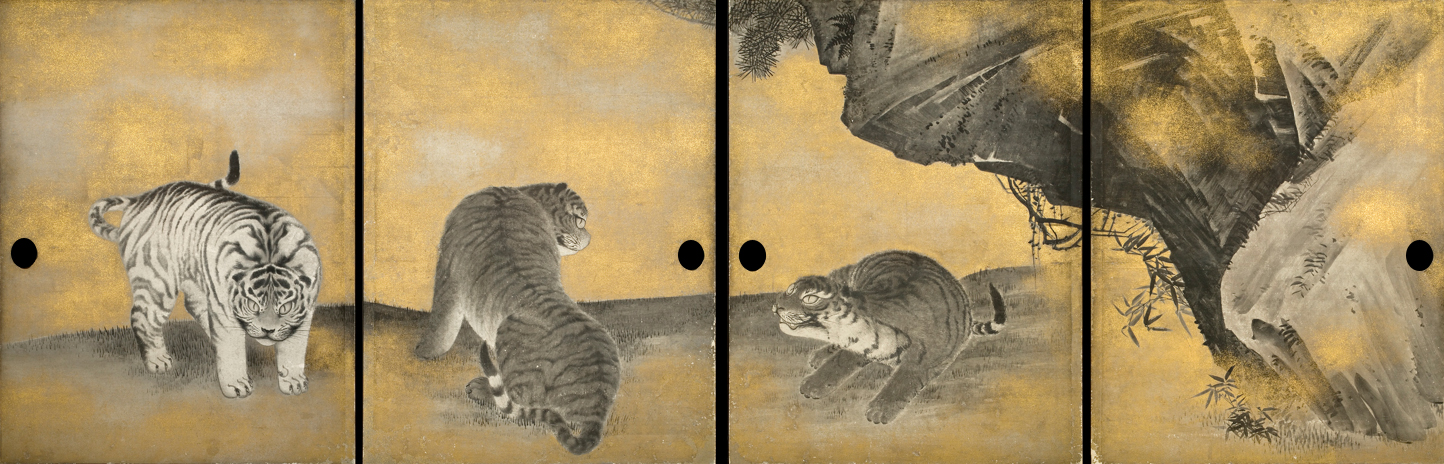
遊虎図（円山応挙筆、24枚のうち）

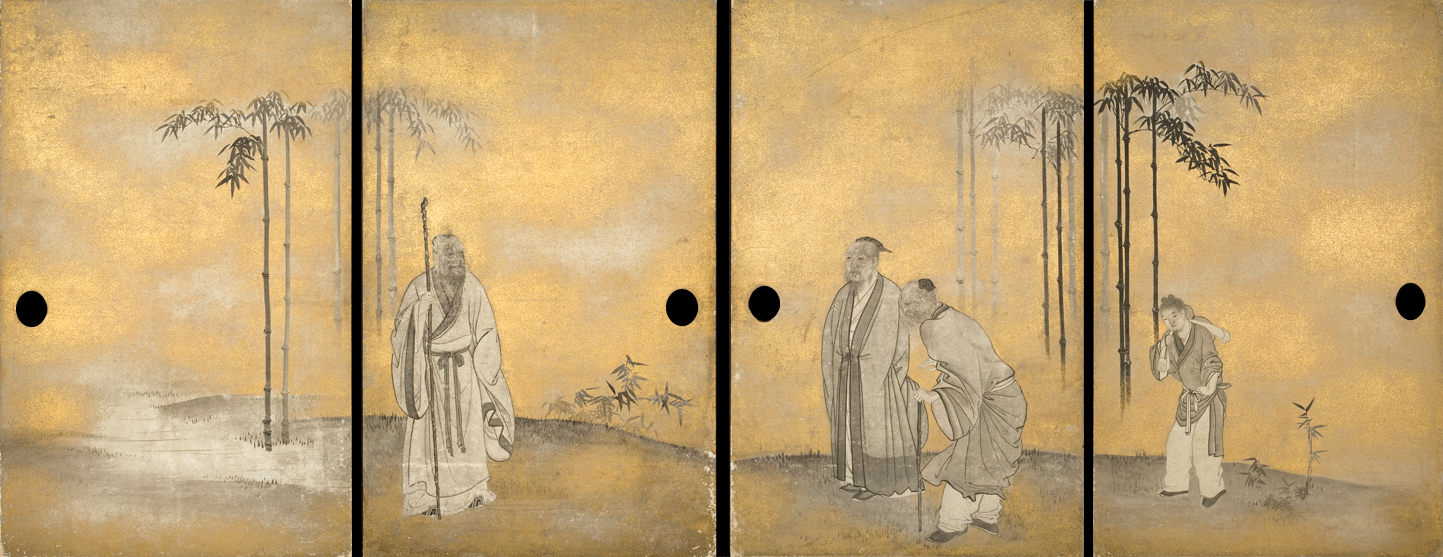
竹林七賢図（円山応挙筆、16枚のうち）

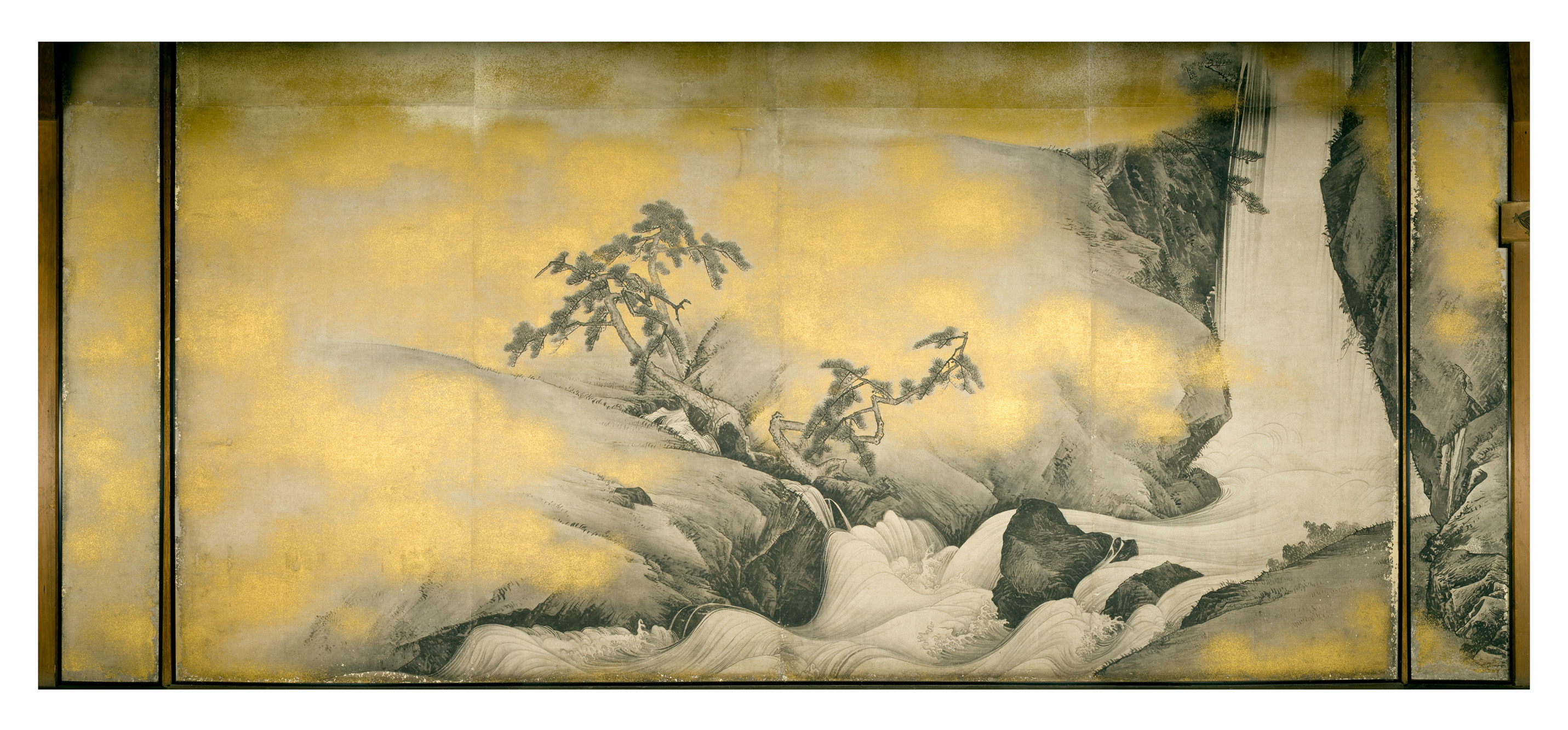
瀑布及山水図（円山応挙筆、33枚のうち）

詳細は香川県教育委員会サイトを参照。

### 国の重要文化財
建造物
- 金刀比羅宮旭社（附 棟札2枚） - 1982年（昭和57年）2月16日指定。
- 金刀比羅宮奥書院 - 1955年（昭和30年）6月22日指定。
- 金刀比羅宮表書院及び四脚門 - 表書院は1955年（昭和30年）6月22日指定、四脚門は1982年（昭和57年）2月16日指定。
- 金刀比羅宮 12棟 - 2024年（令和6年）8月15日指定[40][41]。
  - 本宮本殿・中殿・拝殿
  - 本宮神饌殿
  - 本宮直所
  - 別宮本殿・中殿・拝殿
  - 別宮神饌殿
  - 別宮直所
  - 祓除殿
  - 南渡殿
  - 神楽殿
  - 御炊舎
  - 神輿庫
  - 神庫

美術工芸品
- 絹本著色弁財天十五童子像 1901年（明治34年）3月27日指定
- 紙本著色なよ竹物語絵巻 1901年（明治34年）3月27日指定
- 紙本墨画遊鶴図17枚 1901年（明治34年）3月27日指定

円山応挙の筆による表書院「鶴の間」の障壁画。
- 紙本墨画遊虎図24枚 1901年（明治34年）3月27日指定

応挙の筆による表書院「虎の間」の障壁画。日本には虎がいなかったため、虎の毛皮を見ながら描いたと伝わる。
- 紙本墨画竹林七賢図16枚 1901年（明治34年）3月27日指定

応挙の筆による表書院「七賢の間」の障壁画。
- 紙本墨画瀑布及山水図33枚 1901年（明治34年）3月27日指定

応挙の筆による表書院「山水の間」及「上段の間」の障壁画。
- 木造十一面観音立像 1919年（大正8年）8月8日指定

平安時代に作られた檜材の一木造、像高144cm。頭に着けられていた10面の仏や装飾および台座は失われている。旧松尾寺の観音堂の本尊であった。
- 太刀 銘長光 1911年（明治44年）4月17日指定
- 太刀 銘備州長船（以下不明）明徳（不明）年（不明）月　1923年（大正12年）3月28日指定

師光による作と伝わる。
- 短刀 銘筑州住国弘作 1922年（大正11年）4月13日指定
- 伏見天皇宸翰御歌集 1919年（大正8年）8月8日指定

### 国の重要有形民俗文化財
- 金毘羅庶民信仰資料1725点 1979年（昭和54年）5年21日指定

### 国の名勝・天然記念物
- 象頭山 1951年（昭和26年）6月9日指定

### 国の登録有形文化財
- 鞘橋 1998年（平成10年）4月21日登録

### 県指定有形文化財
- 紙本著色金毘羅祭礼図六曲屏風1双 1974年（昭和49年）6月15日指定
- 紙本金砂子地著色百花の図伊藤若冲筆18枚 1974年（昭和49年）6月15日指定
- 紙本金地著色若松の図岸岱筆18枚 1974年（昭和49年）6月15日指定
- 紙本金地著色花菖蒲に水禽の図岸岱筆16枚 1974年（昭和49年）6月15日指定
- 紙本金地著色群蝶の図岸岱筆4枚 1974年（昭和49年）6月15日指定
- 紙本金地著色柳に白鷺の図岸岱筆26枚 1974年（昭和49年）6月15日指定
- 太刀銘:定利 1996年（平成8年）11月8日指定
- 太刀銘:助真 1996年（平成8年）11月8日指定
- 刀 銘:肥前国忠吉 1996年（平成8年）11月8日指定
- 紙本墨書保元物語 1974年（昭和49年）6月15日指定
- 紙本墨書平治物語 1974年（昭和49年）6月15日指定

## 年間祭事

### 三大祭り
- 大祭（10月9日 - 10月11日）：例大祭
- 祈年祭（2月17日）：春祭り
- 新嘗祭（11月23日）：秋祭り

### 月毎の大祭り
- 厳魂神社大祭（1月6日）
- 旭社例祭（4月1日）
- 三穂津姫社大祭（5月10日）
- 大祓式（6月30日）
- 白峰神社大祭（8月26日）
- 御本宮 例祭／神幸祭（10月10日・体育の日）

### その他の主な祭り
- 歳旦祭 / 拝賀式（1月1日・元日）
- 初十日祭（1月10日）
- 紀元祭 / 神武天皇陵遥拝式（2月11日・建国記念の日）
- 大祈願祭（3月8日 - 3月10日）
- 桜花祭（4月10日）：鎮花祭
- 御田植祭（4月15日）
- こんぴら海上安全特別大祈願祭（7月第3月曜日・海の日）
- 相殿祭（8月26日）
- 氏子祭（10月1日）
- 宵宮祭（10月9日）
- 神嘗祭 / 神宮遥拝式（10月17日）
- 明治祭・明治神宮遥拝式（11月3日・文化の日）
- 紅葉祭（11月10日）
- 天長祭（12月23日・天皇誕生日）
- 大祓式 / 道饗祭 / 鎮火祭 / 除夜祭（12月31日・大晦日）

## 信仰上の伝統
海運の守護神であるため、必然的に奉納を行うのは海運関係者や漁師が多い。そのため、金刀比羅宮の近くの海域を通過する金刀比羅宮へ直接参詣できない船が金刀比羅宮の加護を得るため、酒を入れた樽に「奉納 金刀比羅宮」と書いた白幡を付けて船から海に落とし、それを見つけた漁師が拾って金刀比羅宮に代わりに奉納（代参）する「流し樽」という風習がある。これは現在でも海上自衛隊の艦艇の処女航海など、当該海域を通る様々な船舶の乗組員によって行われている。
また、江戸時代には犬に飼い主が初穂料と犬の道中の食料などを首にかけて代参させることもあったという。その犬は道中の人々の善意によって金刀比羅宮へ連れて行かれた。

## 金刀比羅宮発祥のサクラの品種
金刀比羅宮が発祥のサクラの栽培品種としてコトヒラ（琴平）とヤオトメ（八少女）がある。コトヒラは1928年に京都の佐野藤右衛門が金刀比羅宮にあったサクラから穂木を採取して佐野園で増殖して各地に広まった、白色の花弁の中輪の八重咲きの栽培品種である。金刀比羅宮にあった原木や佐野園の個体は失われているが、1994年に石川県林業試験場から里帰りとして贈られた1本が表書院の社務所門の内側の石畳沿いに植栽されている。ヤオトメは社務所門を挟んでコトヒラの向かい側の土手に植わっている古木で、淡紅色の花弁の大輪の一重咲きの栽培品種である。以前まではコトヒラと混同されるなどして栽培品種名がつけられていなかったが、鑑定の結果今までに確認されていない栽培品種と判明したため、2020年春に巫女の舞にちなんでヤオトメ（八少女）と名付けられた。

## 交通
鉄道
- 琴平駅 徒歩20分
- 琴電琴平駅 徒歩15分

自動車
- 坂出インターチェンジから30分
- 善通寺インターチェンジから15分

境内は許可車両以外の乗り入れができないため、琴平町内の町営駐車場などを利用。
なお、かつては琴平参宮電鉄（1963年まで）・琴平急行電鉄（1944年まで）といった路線も琴平に発着しており、1930年 - 1944年には4つの路線がひしめき合っていた。

## 分社
正式な分社は6社のみである。
- 出雲分社：島根県出雲市斐川町直江1067-3（出雲市駅から車で20分）
- 神戸分社：神戸市兵庫区福原町30-5（湊川公園駅 徒歩3分、神戸駅 徒歩10分）
- 松山分社： 愛媛県松山市新立町3-14（松山駅から車で15分）
- 尾張分社：愛知県一宮市瀬部字四日市場17-2（名鉄犬山線江南駅下車、同駅から名鉄バス大山町経由名鉄一宮駅行き乗車10分「金比羅前」下車）
- 鳥羽分社：三重県鳥羽市鳥羽2-12-20（鳥羽駅から車で10分または徒歩20分）
- 東京分社：東京都文京区本郷1-5-11（水道橋駅下車 徒歩3-5分）